# Lịch sử hành chính Đồng Nai
Đồng Nai là một tỉnh thuộc vùng Đông Nam Bộ, miền Nam Việt Nam.

## Thời Chúa Nguyễn và Nhà Tây Sơn
Năm Mậu Dần 1698, chúa Nguyễn sai Thống suất Chưởng cơ Lễ Thành Hầu Nguyễn Hữu Cảnh vào kinh lược vùng đất Đồng Nai (lúc này, từ Đồng Nai hay vùng đất Đồng Nai là ám chỉ cả một vùng Nam Bộ rộng lớn của bây giờ), đặt vùng đất mới thành phủ Gia Định, chia làm 2 huyện: huyện Phước Long (Đồng Nai) dựng dinh Trấn Biên, huyện Tân Bình (Sài Gòn) dựng dinh Phiên Trấn. Ngoài ra, Nguyễn Hữu Cảnh còn cho lập bộ đinh, bộ điền, chiêu mộ những người có vật lực từ các vùng khác vào lập nghiệp và phát triển kinh tế.

## Thời Nhà Nguyễn
Năm 1802, dinh Trấn Biên được vua Gia Long đổi thành trấn Biên Hòa, nhưng vẫn thuộc phủ Gia Định.
Năm 1808, trấn Biên Hòa thuộc thành Gia Định, đặt Phước Long thành phủ, đặt ra các tổng Phước Chính, Phước An, Bình An, Long Thành làm huyện.
Năm 1836, trấn Biên Hòa được vua Minh Mạng đổi thành tỉnh Biên Hoà.
Năm 1837, lập thêm hai phủ Phước Tuy và các huyện Nghĩa An, Long Khánh, Phước Bình.
Vào năm 1840, đặt thêm bốn phủ là Tân Định, Tân Bình, Tân Lợi và Tân Thuận.
Năm 1851, Vua Tự Đức nhập hai huyện Phước Bình và Long Khánh vào các phủ Phước Long và Phước Tuy.

## Thời Pháp thuộc và Nhật thuộc
Năm 1882, sau khi Hòa ước Nhâm Tuất được ký, lúc này triều đình nhà Nguyễn cắt đất giao 3 tỉnh Gia Định, Định Tường và Biên Hoà cho Pháp.
Sau đó, Pháp chia Biên Hòa thành ba tỉnh là Biên Hòa, Thủ Dầu Một và Bà Rịa.

## Giai đoạn 1954 - 1975

### Về phíaQuốc gia Việt NamvàViệt Nam Cộng hòa

#### TỉnhBiên Hòa
Ngày 22 tháng 10 năm 1956, Tổng thống Việt Nam Cộng hòa ban hành Sắc lệnh số 143-NV. Theo đó, tỉnh Biên Hòa (tỉnh lỵ Biên Hòa). Tên cũ: Biên Hòa (Biên Hòa chia làm 4: Biên Hòa, Long Khánh, Phước Long, Bình Long).
Ngày 3 tháng 5 năm 1957, Bộ trưởng Nội vụ Việt Nam Cộng hòa ban hành Nghị định số 140-BNV/HC/NĐ. Theo đó, tỉnh Biên Hòa (tỉnh lỵ Biên Hòa) gồm các đơn vị hành chánh kê dưới đây:
| Đơn vị hành chánh của tỉnh Biên Hòa | Đơn vị hành chánh của tỉnh Biên Hòa     | Đơn vị hành chánh của tỉnh Biên Hòa |
| Số thứ tự                           | Quận                                    | Xã |
| ----------------------------------- | --------------------------------------- | --- |
| 1                                   | Châu Thành Biên Hòa, quận lỵ Bình Trước | - Tổng Phước Vĩnh Thượng, gồm các xã: Bình Trước, Tam Hiệp, Tân Thạnh, Hiệp Hòa, Bùi Tiếng, Hố Nai, Trảng Bom, Bửu Hòa, Tân Vạn. - Tổng Phước Vinh Trung, gồm các xã: Tân Triều, Bửu Long, Bình Ý, Bình Hòa, Tân Phong. - Tổng Long Vĩnh Thượng, gồm các xã: Long Bình, Tân Bình, Phước Tân, Long Hưng, An Hòa Hưng (An Hòa cũ). |
| 2                                   | Long Thành, quận lỵ Phước Lộc Xã        | - Tổng Thành Tuy Thượng, gồm các xã: Tam Phước (trước thuộc tổng Long Vĩnh Thượng), An Lợi, Tam An, Long An, Thái Thiện, Phước Thọ, Phước Lộc Xã, Lộc An, Phước Lai, Long Phước, Phước Mỹ, Phước Thiền, Phước Long, Phước Hội (trước thuộc tổng Thành Tuy Hạ). - Tổng Thành Tuy Hạ, gồm các xã: Phước An, Phước Khánh, Long Tân, Phú Thạnh (An Phú và Phước Thạnh cũ), Phú Hữu, Đại Phước, Vĩnh Thạnh.                                                                         |
| 3                                   | Dĩ An, quận lỵ An Bình Xã               | - Tổng Chánh Mỹ Thượng, gồm các xã: Bình Trị, Hóa An, Tân Hạnh, Tân Hiệp. - Tổng An Thủy, gồm các xã: Bình An, Đông Hòa Xã, Tân Đông Hiệp, An Bình Xã. - Tổng Long Vĩnh Hạ, gồm các xã: Long Bình, Long Phước Thôn, Long Thạnh Mỹ, Long Trường. |
| 4                                   | Tân Uyên, quận lỵ Uyên Hưng             | - Tổng Chánh Mỹ Trung, gồm các xã: An Thành Xã, Bình Hòa, Bình Chánh, Mỹ Hòa, Mỹ Quới, Thái Hòa, Tân Ba, Thanh Hội, Uyên Hưng, Phước Thành. - Tổng Chánh Mỹ Hạ, gồm các xã: An Linh, Bình Mỹ, Chánh Hòa, Chánh Hưng, Lạc An, Mỹ Lộc, Phước Sang, Phước Hòa, Tân Nhuận, Tân Tịch, Thường Lang, Tân Hòa, Thái Hưng, Vĩnh Hòa (Thanh Hòa và Phước Vĩnh cũ). - Tổng Phước Vĩnh Hạ, gồm có các xã Bình Phước, Bình Long, Bình Thạnh, Đại An, Lợi Hòa, Tân Định, Tân Phú, Thiện Tân. |
| Cộng: 4 quận, 11 tổng, 84 xã.       |                                         | |

Ngày 2 tháng 7 năm 1957, Bộ trưởng Nội vụ Việt Nam Cộng hòa ban hành Nghị định số 222-BNV/HC/NĐ. Theo đó, lập xã Trị An, thuộc quận Tân Uyên, tỉnh Biên Hòa. Địa phận xã Trị An, gồm phần đất tách trong xã Đại An.
Ngày 21 tháng 10 năm 1957, Bộ trưởng Nội vụ Việt Nam Cộng hòa ban hành Nghị định số 318-BNV/HC/NĐ. Theo đó, xã Thái Hòa và xã Tân Ba sáp nhập lại lấy tên mới là xã Tân Ba, thuộc tổng Chánh Mỹ Trung, quận Tân Uyên, tỉnh Biên Hòa. Xã Tân Nhuận và xã Uyên Hưng sáp nhập lại lấy tên là mới là xã Uyên Hưng thuộc tổng Chánh Mỹ Trung, quận Tân Uyên, tỉnh Biên Hòa. Xã Phước Sang, An Linh và xã Vĩnh Hòa sáp nhập lại lấy tên mới là xã Vĩnh Hòa, thuộc tổng Chánh Mỹ Hạ, quận Tân Uyên, tỉnh Biên Hòa. Xã Chánh Hòa và xã Bình Mỹ sáp nhập lại lấy tên là xã Bình Mỹ, thuộc tổng Chánh Mỹ Hạ, quận Tân Uyên, tỉnh Biên Hòa. Xã Lạc An và xã Thái Hưng sáp nhập lại lấy tên mới là xã Thái Hưng, thuộc tổng Chánh Mỹ Hạ, quận Tân Uyên, tỉnh Biên Hòa. Xã Mỹ Lộc và xã Tân Tịch sáp nhập lại lấy tên mới là xã Tân Tịch, thuộc tổng Chánh Mỹ Hạ, quận Tân Uyên, tỉnh Biên Hòa.
Ngày 23 tháng 1 năm 1959, Tổng thống Việt Nam Cộng hòa ban hành Sắc lệnh số 25-NV. Theo đó, chuyển địa phận quận Tân Uyên, trừ khu Cây Gáo về phía Đông Nam và một phần đất về phía Tây Bắc của tỉnh Biên Hòa về tỉnh Phước Thành mới lập.
Ngày 21 tháng 3 năm 1959, Tổng thống Việt Nam Cộng hòa ban hành Nghị định số 355-BNV/NC/8. Theo đó, xã Tân Bình và xã Long Bình thuộc quận Châu Thành tỉnh Biên Hòa được sáp nhập lại thành một xã mới lấy tên là xã Long Bình Tân.
Ngày 26 tháng 6 năm 1959, Tổng thống Việt Nam Cộng hòa ban hành Nghị định số 824-BNV/NC8. Theo đó, địa phận và ranh giới các xã: Bùi Tiếng, Tam Hiệp và Bình Trước, thuộc quận Châu Thành tỉnh Biên Hòa được sửa lại y như bản đồ đính kèm nghị định này.
Ngày 9 tháng 9 năm 1960, Tổng thống Việt Nam Cộng hòa ban hành Sắc lệnh số 204-NV. Theo đó, sáp nhập vào địa phận tỉnh Biên Hòa, hai quận Quảng Xuyên và Cần Giờ trước thuộc tỉnh Phước Tuy.
Ngày 9 tháng 9 năm 1960, Tổng thống Việt Nam Cộng hòa ban hành Nghị định số 858-NV. Theo đó, thành lập tại tỉnh Biên Hòa một quận mới lấy tên là quận Nhơn Trạch, quận lỵ đặt tại Phú Thạnh. Địa giới quận Nhơn Trạch gồm có: tổng Thành Tuy Trung gồm các xã: Phước An (trước thuộc tổng Thành Tuy Hạ, quận Long Thành), Phước Thọ, Phước Long, Phước Lai, Phước Mỹ, Phú Hội, Phước Thiền (trước thuộc tổng Thành Tuy Thượng, quận Long Thành); tổng Thành Tuy Hạ gồm các xã: Phú Thạnh, Đại Phước, Phú Hữu, Phước Khánh, Vĩnh Thanh, Long Tân (các xã này trước thuộc tổng Thành Tuy Hạ, quận Long Thành).
Ngày 25 tháng 7 năm 1961, Tổng thống Việt Nam Cộng hòa ban hành Sắc lệnh số 181-NV. Theo đó, tạm thời sáp nhập vào tỉnh Biên Hòa, phần đất phía nam tỉnh Phước Thành, từ tả ngạn sông Đồng Nai đến ranh giới hiện thời giữa hai tỉnh, gồm có 9 xã: Bình Phước, Bình Thạnh, Lợi Hòa, Bình Long, Tân Phú, Thiện Tân, Tân Định, Đại An và Trị An.
Ngày 10 tháng 10 năm 1962, Tổng thống Việt Nam Cộng hòa ban hành Sắc lệnh số 192-NV. Theo đó, sáp nhập vào quận Thủ Đức tỉnh Gia Định, tổng Long Vĩnh Hạ gồm có 4 xã: Long Bình, Long Phước Thôn, Long Thạnh Mỹ và Long Trường, thuộc quận Dĩ An tỉnh Biên Hòa.
Ngày 7 tháng 2 năm 1963, Tổng thống Việt Nam Cộng hòa ban hành Nghị định số 122-NV. Theo đó, quận Châu Thành Biên Hòa nay đổi tên là quận Đức Tu. Quận lỵ quận Đức Tu dời về Tam Hiệp.
Ngày 7 tháng 2 năm 1963, Tổng thống Việt Nam Cộng hòa ban hành Nghị định số 127-NV. Theo đó, tách một phần đất của xã Đại Phước thuộc tổng Thành Tuy Hạ, quận Nhơn Trạch, tỉnh Biên Hòa lập thành một xã mới lấy tên là xã Nhơn Thanh.
Ngày 22 tháng 3 năm 1963, Tổng thống Việt Nam Cộng hòa ban hành Nghị định số 267-NV. Theo đó, thành lập tại tỉnh Biên Hòa một quận mới lấy tên là quận Công Thanh, quận lỵ đặt tại xã Tân Phú. Địa giới quận Công Thanh gồm có: tổng Thanh Quan với 6 xã: Bình Long, Lợi Hòa, Bình Phước, Tân Triều, Bình Lý, Bình Hòa; tổng Thanh Phong với 6 xã: Tân Phú, Bình Thạnh, Thiện Tân, Tân Định, Đại An, Trị An.
Ngày 8 tháng 7 năm 1965, Chủ tịch Ủy ban Hành pháp Trung ương Việt Nam Cộng hòa ban hành Sắc lệnh số 131-NV. Theo đó, bãi bỏ tỉnh Phước Thành, chuyển phần đất còn lại thuộc xã Thái Hưng quận Hiếu Liêm ở phía Tây sông Bé được sáp nhập vào quận Tân Uyên; quận Tân Uyên với phần đất mới của xã Thái Hưng nói trên, được sáp nhập vào tỉnh Biên Hòa.
Ngày 29 tháng 10 năm 1965, Chủ tịch Ủy ban Hành pháp Trung ương Việt Nam Cộng hòa ban hành Nghị định số 1878-NV. Theo đó, sáp nhập xã Thái Hưng thuộc quận Tân Uyên tỉnh Biên Hòa vào quận Công Thanh cùng tỉnh.
Ngày 17 tháng 11 năm 1965, Chủ tịch Ủy ban Hành pháp Trung ương Việt Nam Cộng hòa ban hành Sắc lệnh số 219-NV. Theo đó, sáp nhập vào địa phận tỉnh Gia Định, hai quận Quảng Xuyên và Cần Giờ trước thuộc Biên Hòa.
Ngày 26 tháng 3 năm 1966, Chủ tịch Ủy ban Hành pháp Trung ương Việt Nam Cộng hòa ban hành Sắc lệnh số 61-SL/NV. Theo đó, sáp nhập ấp tân sinh Hóa Nhựt thuộc xã Tân Hòa Khánh, quận Tân Uyên, tỉnh Biên Hòa vào xã Tân Phước Khánh, quận Châu Thành, tỉnh Bình Dương.

#### TỉnhBình Long
Ngày 22 tháng 10 năm 1956, Tổng thống Việt Nam Cộng hòa ban hành Sắc lệnh số 143-NV. Theo đó, tỉnh Bình Long (tỉnh lỵ An Lộc). Tên cũ: Biên Hòa (Hớn Quản).
Ngày 3 tháng 1 năm 1957, Bộ trưởng Nội vụ Việt Nam Cộng hòa ban hành Nghị định số 4-BNV/HC/NĐ về việc ấn định các đơn vị hành chính tỉnh Bình Long.
Ngày 1 tháng 7 năm 1957, Bộ trưởng Nội vụ Việt Nam Cộng hòa ban hành Nghị định số 219-BNV/HC/NĐ. Theo đó, thêm xã Prey Rung vào danh sách các xã thuộc tổng Phước Lễ, quận Lộc Ninh, tỉnh Bình Long. Tổng cộng các đơn vị hành chính thuộc tỉnh Bình Long, gồm: 2 quận, 6 tổng, 58 xã.
Ngày 30 tháng 7 năm 1957, Bộ trưởng Nội vụ Việt Nam Cộng hòa ban hành Nghị định số 240-BNV/HC/NĐ. Theo đó, sáp nhập xã Bình Nguyên vào địa hạt xã Hưng Long, tổng Quản Lợi, quận An Lộc, tỉnh Bình Long.
Ngày 12 tháng 12 năm 1957, Bộ trưởng Nội vụ Việt Nam Cộng hòa ban hành Nghị định số 359-BNV/HC/NĐ. Theo đó, xã Tân Thành được sáp nhập vào xã Minh Thạnh, thuộc quận An Lộc tỉnh Bình Long. Xã Thạnh Sơn được sáp nhập vào xã Tân Lập Phú, thuộc quận An Lộc, tỉnh Bình Long.
Ngày 18 tháng 7 năm 1958, Bộ trưởng Nội vụ Việt Nam Cộng hòa ban hành Nghị định số 385-BNV/HC/PG/NĐ. Theo đó, bãi bỏ xã Tân Quan, thuộc quận An Lộc, tỉnh Bình Long. Địa phận này được phân chia cho hai xã kế cận như sau: Ấp 1, ấp II, ấp III được sáp nhập vào xã Tân Phước, cùng quận; Ấp IV được sáp nhập vào xã Hưng Long cùng quận. Sáp nhập ấp Bình Phú, thuộc xã Thanh Lương vào xã Thanh Bình, thuộc quận An Lộc, tỉnh Bình Long.
Ngày 22 tháng 10 năm 1958, của Tổng thống Việt Nam Cộng hòa ban hành Nghị định số 584-BNV/HC/P7/NĐ. Theo đó, bãi bỏ sáu tổng: Tân Minh, Quản Lợi, Minh Ngãi, Lộc Hiệp, Thành An và Phước Lễ trong danh sách các đơn vị hành chính của tỉnh Bình Long.
Ngày 13 tháng 6 năm 1960, Tổng thống Việt Nam Cộng hòa ban hành Nghị định số 728-BNV/NC8/NĐ. Theo đó, tỉnh Bình Long (tỉnh lỵ An Lộc) gồm các đơn vị hành chánh sau đây:
| Đơn vị hành chánh của tỉnh Bình Long | Đơn vị hành chánh của tỉnh Bình Long | Đơn vị hành chánh của tỉnh Bình Long |
| Số thứ tự                            | Quận                                 | Xã |
| ------------------------------------ | ------------------------------------ | --- |
| 1                                    | An Lộc (quận lỵ Tân Lập Phú)         | Các xã: Tân Lập Phú, Tân Lợi, Tân Hưng, Tân Phước, Tân Khai, Thanh Bình, Thanh Lương, Minh Đức, Minh Hòa, Minh Thanh, Hưng Long, An Hòa (xã Võ Tùng và Võ Dực cũ), An Phú (xã Phú Lố, Bình Quới, Bình Phú và Bình Tây cũ), An Bình (xã Lâm Trang, Lộc Khê, Bình Ninh cũ và sóc Chà Là), An Lợi (xã Lôi Sơn, Văn Hiên và Xa Trạch cũ), An Mỹ (xã An Lộc và Kalahơn cũ), An Quý (xã Phú Miêng, Trà Thanh cũ và sóc Lương Võ), An Thạnh (xã Lương Mã, Đăng Xá và Sơn Dược cũ), An Phát (xã Xuân La và Nha Bích cũ), An Khương (xã Đông Tựu cũ), An Ninh (xã Đông Phát, Hớn Quản và Lịch Lộc cũ). |
| 2                                    | Lộc Ninh (quận lỵ Lộc Ninh)          | Các xã: Lộc Ninh, Lộc Tân, Lộc Thạnh, Lộc Thiện, Lộc Hiệp (xã Vạt Tuốc, Chà Là và Nha Uôi cũ), Lộc Thành (xã Lộc Hưng, Lộc Bình và Mỹ Khánh cũ), Lộc Hòa (xã Phước Hòa cũ), Lộc An (xã Phước Đông và Bình Thành cũ), Lộc Khánh (xã Vạt Ròn và Mỹ Lộc cũ), Lộc Quan (xã Prey Rung, Thạnh An và Phước Lộc cũ). |
| Cộng: 2 quận, 31 xã.                 |                                      | |

Ngày 27 tháng 1 năm 1964, Thủ tướng Chính phủ Lâm thời Việt Nam Cộng hòa ban hành Nghị định số 200-NV. Theo đó, thành lập tại tỉnh Bình Long một quận mới lấy tên là quận Chơn Thành, quận lỵ đặt tại Chơn Thành. Địa giới quận Chơn Thành, gồm có 5 xã sau đây: Minh Thạnh, Minh Hòa, Hưng Long, An Hòa, An Phát.
Ngày 27 tháng 1 năm 1966, Ủy viên Nội vụ Việt Nam Cộng hòa Nghị định số 80-BNV/NC/13. Theo đó, sáp nhập: xã Minh Thạnh, thuộc quận Chơn Thành, tỉnh Bình Long vào xã Minh Hòa cùng quận; xã Tân Khai và một phần đất của xã An Bình thuộc quận An Lộc, tỉnh Bình Long vào xã Minh Đức cùng quận.

#### TỉnhLong Khánh
Ngày 22 tháng 10 năm 1956, Tổng thống Việt Nam Cộng hòa ban hành Sắc lệnh số 143-NV. Theo đó, tỉnh Long Khánh (tỉnh lỵ Xuân Lộc). Tên cũ: Biên Hòa (Xuân Lộc).
Ngày 24 tháng 4 năm 1957, Bộ trưởng Nội vụ Việt Nam Cộng hòa ban hành Nghị định số 131-BNV/HC/NĐ. Theo đó, tỉnh Long Khánh (tỉnh lỵ Xuân Lộc), gồm các đơn vị hành chánh kể sau đây:
| Đơn vị hành chánh của tỉnh Long Khánh | Đơn vị hành chánh của tỉnh Long Khánh               | Đơn vị hành chánh của tỉnh Long Khánh |
| Số thứ tự                             | Quận                                                | Tổng, xã |
| ------------------------------------- | --------------------------------------------------- | --- |
| 1                                     | Xuân Lộc (trước thuộc Biên Hòa, quận lỵ Xuân Lộc)   | - Tổng Bình Lâm Thượng, gồm các xã: Xuân Lộc, An Lộc, Tân Lộc, Dầu Giây, Hưng Lộc, Bình Lộc, Gia Kiệm, Bình Hòa, Bến Nôm, Gia Rây, Thới Giao, Cẩm Tiêm, Cẩm Mỹ.                                                                                            |
| 2                                     | Định Quán (trước thuộc Biên Hòa, quận lỵ Định Quán) | - Tổng Ta Lai, gồm các xã: Ta Lai, Krun, Loang, Blal, Ban Four, Đa Lai. - Tổng Bình Tuy, gồm các xã: Định Quán, Gia Cảnh, Thuận Tùng, Cao Cang, La Ngun, Bo Ngorr, Mipudasei, Ro Muôi, Kon Ninh, B’Goss, S'Rang, Pott Goll, Bukerakai, Quankean, Đơn Nhai. |
| Tổng cộng: 2 quận, 3 tổng, 34 xã.     |                                                     | |

Ngày 11 tháng 11 năm 1958, Bộ trưởng Nội vụ Việt Nam Cộng hòa ban hành Nghị định số 625-BNV/NC7/NĐ. Theo đó, xã Cẩm Tiêm, được đổi tên lại là xã Cẩm Tâm, thuộc quận Xuân Lộc, tỉnh Long Khánh.
Ngày 23 tháng 1 năm 1959, Tổng thống Việt Nam Cộng hòa ban hành Sắc lệnh số 25-NV. Theo đó, chuyển một phần đất thuộc tỉnh Long Khánh về phía Đông về tỉnh Phước Thành mới lập.
Ngày 17 tháng 2 năm 1959, Tổng thống Việt Nam Cộng hòa ban hành Nghị định số 202-BNV/NC/8/NĐ. Theo đó, thành lập tại vùng La Ngà quận Định Quán, tỉnh Long Khánh, hai xã mới lấy tên là xã Đồng Hiệp và xã Phướng Thọ. Địa phận xã Đồng Hiệp gồm có khu vực định cư Trà Cổ, Phước Lâm và Lộc Lâm. Địa phận xã Phương Thọ gồm có khu vực định cư Phương Lâm, Thọ Lâm và Mán “Năm sao trắng”.
Ngày 31 tháng 3 năm 1960, Tổng thống Việt Nam Cộng hòa ban hành Nghị định số 426-BNV/NC8/NĐ. Theo đó, tỉnh Long Khánh (tỉnh lỵ Xuân Lộc) gồm các đơn vị hành chánh sau đây:
| Đơn vị hành chánh của tỉnh Long Khánh | Đơn vị hành chánh của tỉnh Long Khánh | Đơn vị hành chánh của tỉnh Long Khánh |
| Số thứ tự                             | Quận                                  | Tổng, xã |
| ------------------------------------- | ------------------------------------- | --- |
| 1                                     | Xuân Lộc (quận lỵ Xuân Lộc)           | - Tổng Bình Lâm Thượng, gồm các xã: Bến Nôm, Bình Hòa, Bình Lộc, Dầu Giây, Gia Kiệm, Hưng Lộc. - Tổng Bình Lâm Hạ (tổng mới thành lập), gồm các xã: An Lộc, Cẩm Mỹ, Gia Ray, Cẩm Tâm, Tân Lập, Thới Giao, Xuân Lộc. |
| 2                                     | Định Quán (quận lỵ Định Quán)         | - Các xã: Định Quán, Đồng Hiệp, Phương Thọ. |
| Cộng: 2 quận, 2 tổng, 16 xã.          |                                       | |

Ngày 22 tháng 8 năm 1960, Tổng thống Việt Nam Cộng hòa ban hành Nghị định số 1118-BNV/NC8/NĐ. Theo đó, chia xã Gia Kiệm thuộc tổng Bình Lâm Thượng, quận Xuân Lộc, tỉnh Long Khánh ra làm hai xã là: xã Gia Kiệm và xã Gia Tân. 
Ngày 7 tháng 2 năm 1963, Tổng thống Việt Nam Cộng hòa ban hành Nghị định số 128-NV. Theo đó, thành lập tại phần đất phía Nam xã Xuân Lộc, thuộc tổng Bình Lâm Hạ, quận Xuân Lộc, tỉnh Long Khánh, một xã mới, lấy tên là xã Hiếu Kỉnh. Xã Hiếu Kỉnh gồm 4 ấp: Tân Phong, Phú Hòa, Bảo Định, Bảo Bình.
Ngày 23 tháng 1 năm 1965, Tổng trưởng Nội vụ Việt Nam Cộng hòa ban hành Nghị định số 131-BNV/NC/6. Theo đó, sáp nhập ấp Ôn Cung, nguyên là địa điểm dinh điền thuộc xã Gia Ray tổng Bình Lâm Hạ quận Xuân Lộc tỉnh Long Khánh vào xã Hiếu Kính cùng tổng cùng quận.
Ngày 8 tháng 7 năm 1965, Chủ tịch Ủy ban Hành pháp Trung ương Việt Nam Cộng hòa ban hành Sắc lệnh số 131-NV. Theo đó, bãi bỏ tỉnh Phước Thành, quận Hiếu Liêm được bãi bỏ, phần đất ở phía Đông sông Bé, gồm xã Chánh Hưng và một phần xã Thái Hưng được sáp nhập vào quận Định Quán, tỉnh Long Khánh.
Ngày 28 tháng 4 năm 1967, Chủ tịch Ủy ban Hành pháp Trung ương Việt Nam Cộng hòa ban hành Nghị định số 932-NĐ/ĐUHC. Theo đó, thành lập tại tỉnh Long Khánh một quận mới, lấy tên là quận Kiệm Tân, quận lỵ đặt tại xã Gia Tân. Quận Kiệm Tân, gồm 5 xã: Gia Tân, Gia Kiệm, Bình Lộc, Bình Hòa (trước thuộc quận Xuân Lộc) và Bến Nôm (trước thuộc quận Xuân Lộc và nay gồm thêm phần đất xã Chánh Hưng, quận Định Quán ở phía tây suối Sà Mách). Hai tổng Bình Lâm Thượng và Bình Lâm Hạ trước thuộc quận Xuân Lộc nay được bãi bỏ.
Ngày 12 tháng 6 năm 1967, Đặc ủy hành chính Việt Nam Cộng hòa ban hành Nghị định số 345-ĐUHC/NC/6. Theo đó, sáp nhập vào xã Định Quán, quận Định Quán, tỉnh Long Khánh, phần đất của xã Chánh Hưng ở phía đông suối Sà Mách.
Ngày 6 tháng 8 năm 1968, Thủ tướng Chính phủ Việt Nam Cộng hòa ban hành Nghị định số 828-NĐ/NV. Theo đó, thành lập một xã mới lấy tên là xã Hàm Thuận trực thuộc quận Xuân Lộc, tỉnh Long Khánh. Xã Hàm Thuận, gồm 2 ấp: ấp Bàu Hàm (nguyên thuộc xã Dầu Giây, quận Xuân Lộc, tỉnh Long Khánh), ấp Cung Thuận (nguyên thuộc xã Hưng Lộc, quận Xuân Lộc, tỉnh Long Khánh). Văn phòng xã Hàm Thuận đặt tại ấp Cung Thuận. Sáp nhập vào xã Gia Kiệm, quận Kiệm Tân, tỉnh Long Khánh hai ấp Nguyễn Huệ và Lê Lợi nguyên thuộc xã Dầu Giây, quận Xuân Lộc, tỉnh Long Khánh. Sáp nhập vào xã An Lộc, quận Xuân Lộc, tỉnh Long Khánh, một phần đất nằm về phía nam của xã Bình Lộc, nguyên thuộc quận Kiệm Tân, tỉnh Long Khánh.
Ngày 31 tháng 12 năm 1974, Thủ tướng Chính phủ Việt Nam Cộng hòa ban hành Nghị định số 996-NĐ/NV. Theo đó, cải biến xã Gia Ray, quận Xuân Lộc, tỉnh Long Khánh thành quận lấy tên là quận Bình Khánh đặt trực thuộc tỉnh Long Khánh. Quận lỵ đặt tại tọa độ YT-700.024. Quận Bình Khánh được chia ra thành 3 xã lấy tên là xã Gia Ray, Đồng Tâm (tân lập), Xuân An (tân lập).
Ngày 7 tháng 1 năm 1975 của Thủ tướng Chính phủ Việt Nam Cộng hòa ban hành Sắc lệnh số 1-a/SL/NV. Theo đó, chuyển ấp Phú Lâm, xã Phương Thọ, tỉnh Long Khánh về quận Bình Lâm tỉnh Lâm Đồng mới lập.

#### TỉnhPhước Long
Ngày 22 tháng 10 năm 1956, Tổng thống Việt Nam Cộng hòa ban hành Sắc lệnh số 143-NV. Theo đó, tỉnh Phước Long (tỉnh lỵ Phước Bình). Tên cũ: Biên Hòa (Bà Rá).
Ngày 10 tháng 10 năm 1957, Bộ trưởng Nội vụ Việt Nam Cộng hòa ban hành Nghị định số 311-BNV/HC/NĐ. Theo đó, tỉnh Phước Long (tỉnh lỵ Phước Bình), gồm các đơn vị hành chánh sau đây:
| Đơn vị hành chánh của tỉnh Phước Long | Đơn vị hành chánh của tỉnh Phước Long | Đơn vị hành chánh của tỉnh Phước Long |
| Số thứ tự                             | Quận                                  | Tổng, xã |
| ------------------------------------- | ------------------------------------- | --- |
| 1                                     | Phước Bình (quận lỵ Sơn Giang)        | - Tổng Khun Narr, gồm các xã: Sơn Giang, Phước Quả. - Tổng Xer Nuk, gồm xã Đakkir. - Tổng Khun Klenh, gồm xã Bùgno. - Tổng Bù Yum, gồm có xã Phú Riềng. - Tổng Bình Cách, gồm xã Phước Thiện. - Tổng Tân Thuận, gồm xã Tân Thuận. - Tổng Thuận Lợi, gồm xã Thuận Lợi. - Tổng Bù Đăng, gồm xã Bù Đăng. - Tổng Dak Cuorr, gồm xã Bù Narr. - Tổng Bùnard, gồm xã Bù Tun. - Tổng Bù R’Noun, gồm xã N’Drong. |
| 2                                     | Bù Đốp (quận lỵ Phước Lục)            | - Tổng Phước Lễ, gồm xã Phước Lục. - Tổng Dag Huyt, gồm xã Bù Tom Yun. - Tổng Bù Yam Phút, gồm xã Bù Chirr. - Tổng Bù Yu, gồm xã Bù Quak. |
| 3                                     | Phước Hòa (quận lỵ Bu Prang)          | - Tổng Bu Prang, gồm các xã: Bù Jamap, Bù Prang Sơ, Bù Diên Wir, Bù Rnard. - Tổng Bù R'Láp, gồm xã Bù Barr. |
| Tổng cộng: 3 quận, 17 tổng, 21 xã.    |                                       | |

Ngày 21 tháng 3 năm 1958, Bộ trưởng Nội vụ Việt Nam Cộng hòa ban hành Nghị định số 78-BNV/HC/NĐ. Theo đó, tỉnh Phước Long (tỉnh lỵ Phước Bình), gồm các đơn vị hành chánh sau đây:
| Đơn vị hành chánh của tỉnh Phước Long | Đơn vị hành chánh của tỉnh Phước Long | Đơn vị hành chánh của tỉnh Phước Long |
| Số thứ tự                             | Quận                                  | Tổng, xã |
| ------------------------------------- | ------------------------------------- | --- |
| 1                                     | Phước Bình (quận lỵ Sơn Giang)        | - Tổng Khun Narr, gồm các xã: Sơn Giang, Phước Quả. - Tổng Xer Nuk, gồm có xã Dakkir. - Tổng Khun Klenh, gồm có xã Bùgno. - Tổng Bù Yum, gồm có xã Phú Riềng. - Tổng Bình Cách, gồm có xã An Bình. - Tổng Tân Thuận, gồm có xã Tân Thuận. - Tổng Thuận Lợi, gồm có các xã Thuận Lợi, Phước Thiện (Đồng Xoài). |
| 2                                     | Phước Tân (quận lỵ tại Bù Đăng)       | - Tổng Bù Đăng, gồm có xã Bù Đăng. - Tổng Dak Ouorr, gồm có các xã Bù Narr, Bù Lat. - Tổng Bù Nard, gồm có xã Bù Tun. - Tổng N’Dreng, gồm có xã N’Dreng. |
| 3                                     | Bù Đốp (quận lỵ tại Phước Lục)        | - Tổng Phước Lễ, gồm có xã Phước Lục. - Tổng Dag Huýt, gồm có xã Bù Tom Yun. - Tổng Bù Yam Phút, gồm có xã Bù Chirr. - Tổng Bù Yu, gồm có xã Bù Quak. |
| 4                                     | Phước Hòa (quận lỵ tại Bù Prang)      | - Tổng Bù Prang, gồm có các xã Bù Jamap, Bù Prang Sơn, Bù Diên Wir, Bù Rnard. - Tổng Bù R’Lap, gồm có xã Bù Barr. |
| Tổng cộng: 4 quận, 17 tổng, 23 xã.    |                                       | |

Ngày 19 tháng 5 năm 1958, Tổng thống Việt Nam Cộng hòa ban hành Nghị định số 172-NV. Theo đó, địa điểm lâu nay gọi là Ba Biên Giới sẽ lấy tên là Tuy Đức, địa điểm lâu nay gọi là Poste du Lac sẽ lấy tên là Lạc Thiện, quận Bù Đốp nay cải là quận Bố Đức.
Ngày 23 tháng 1 năm 1959, Tổng thống Việt Nam Cộng hòa ban hành Sắc lệnh số 24-NV. Theo đó, chuyển địa phận phía đông bắc quận Phước Hòa, tỉnh Phước Long về tỉnh Quảng Đức mới lập.
Ngày 23 tháng 1 năm 1959, Tổng thống Việt Nam Cộng hòa ban hành Sắc lệnh số 25-NV. Theo đó, chuyển một phần đất thuộc tỉnh Phước Long về phía Bắc về tỉnh Phước Thành mới lập.
Ngày 24 tháng 7 năm 1961, Tổng thống Việt Nam Cộng hòa ban hành Nghị định số 708-NV. Theo đó, thành lập tại tỉnh Phước Long một quận mới lấy tên là quận Đôn Luân, quận lỵ đặt tại Đồng Xoài, xã Phước Thiện. Giải tán quận Phước Hòa cùng tỉnh. Tỉnh Phước Long nay gồm các đơn vị hành chánh sau dây:
| Đơn vị hành chánh của tỉnh Phước Long | Đơn vị hành chánh của tỉnh Phước Long | Đơn vị hành chánh của tỉnh Phước Long |
| Số thứ tự                             | Quận                                  | Tổng, xã |
| ------------------------------------- | ------------------------------------- | --- |
| 1                                     | Bố Đức (quận lỵ Phước Lục)            | - Tổng Phước Lễ gồm xã Phước Lục. - Tổng Dag Huyt gồm xã Bù Tom Yun. - Tổng Bù Yam Phút gồm xã Bù Ghirr. - Tổng Bù Yu gồm xã Bù Quak. - Tổng Bù Prang gồm xã Bù Jamập. |
| 2                                     | Phước Bình (quận lỵ Sơn Giang)        | - Tổng Khun Narr gồm các xã: Phước Quả và Sơn Giang. - Tổng Xor Nuk gồm xã Dakia. - Tổng Khun Klenh gồm xã Bù Nho.                                                     |
| 3                                     | Đức Phong (quận lỵ Bù Đăng)           | - Tổng Bù Đăng gồm các xã: Vĩnh Thiện và Bù Đăng. - Tổng Bù R'lập có xã Bù Barr.                                                                                       |
| 4                                     | Đôn Luân (quận lỵ Đồng Xoài)          | - Tổng Thuận Lợi gồm các xã: Phước Thiện và Thuận Lợi. - Tổng Bù Yum gồm xã Phú Riềng. - Tổng Tân Thuận gồm xã Tân Thuận. - Tổng N’Dreng gồm xã N’Dreng.               |

Ngày 13 tháng 1 năm 1962, Tổng thống Việt Nam Cộng hòa ban hành Nghị định số 68-NV. Theo đó, địa điểm Đồng Xoài, quận lỵ quận Đôn Luân thuộc tỉnh Phước Long, nay đổi tên là Doãn Đức.
Ngày 4 tháng 7 năm 1963, Tổng thống Việt Nam Cộng hòa ban hành Nghị định số 530-NV. Theo đó, các địa điểm dinh điền tại tỉnh Phước Long có tên dưới đây, nay lập thành xã: địa điểm dinh điền Phước Tín, thành xã Phước Tín, thuộc tổng Khun Narr, quận Phước Bình, tỉnh Phước Long; địa điểm dinh điền Vĩnh Thiện, thành xã Vĩnh Thiện, thuộc tổng Bù Đăng, quận Đức Phong, tỉnh Phước Long.
Ngày 8 tháng 7 năm 1965, Chủ tịch Ủy ban Hành pháp Trung ương Việt Nam Cộng hòa ban hành Sắc lệnh số 131-NV. Theo đó, bãi bỏ tỉnh Phước Thành, chuyển phần đất phía Đông Bắc quận Phú Giáo, gồm một phần địa hạt xã Vĩnh Hòa, giới hạn bởi ranh Rừng Cấm số 12 và suối Giục, được sáp nhập vào quận Đôn Luân, tỉnh Phước Long.

## Giai đoạn 1975 - 2025

### TỉnhĐồng Nai

#### ThờiCộng hòa miền Nam Việt Nam(1975 - 1976)
Năm 1976, chính quyền mới hợp nhất tỉnh Biên Hòa, tỉnh Long Khánh và tỉnh Phước Tuy thành tỉnh Đồng Nai. Khi hợp nhất, tỉnh Đồng Nai có 11 đơn vị hành chính gồm thành phố Biên Hòa, thị xã Vũng Tàu và 9 huyện: Châu Thành, Duyên Hải, Long Đất, Long Thành, Tân Phú, Thống Nhất, Vĩnh Cửu, Xuân Lộc, Xuyên Mộc. Tỉnh lị đặt tại thành phố Biên Hòa.

#### Năm 1978: Quyết định số 272-CP
- Quyết định số 272-CP[48] ngày 23 tháng 12 năm 1978 của Hội đồng Chính phủ về việc sáp nhập xã Hố Nai 1 và xã Hố Nai 2 của huyện Thống Nhất, tỉnh Đồng Nai vào thành phố Biên Hòa cùng tỉnh:
- Thành phố Biên Hòa, huyện Thống Nhất

1. Sáp nhập các xã Hố Nai 1 và Hố Nai 2 của huyện Thống Nhất, tỉnh Đồng Nai vào thành phố Biên Hòa cùng tỉnh và chuyển các xã này thành các phường gọi là phường Hố Nai 1 và phường Hố Nai 2, thuộc thành phố Biên Hòa, tỉnh Đồng Nai.

#### Năm 1978: Quốc hội khóa VI, Kỳ họp thứ 4
- Nghị quyết ngày 29 tháng 12 năm 1978 của Quốc hội khóa VI, Kỳ họp thứ 4[49] phê chuẩn việc phân vạch lại địa giới thành phố Hà Nội, Thành phố Hồ Chí Minh, các tỉnh Hà Sơn Bình, Vĩnh Phú, Cao Lạng, Bắc Thái, Quảng Ninh và Đồng Nai:
- Tỉnh Đồng Nai, Thành phố Hồ Chí Minh:

1. Sáp nhập huyện Duyên Hải của tỉnh Đồng Nai vào thành phố Hồ Chí Minh.

#### Năm 1979: Quốc hội khóa VI, Kỳ họp thứ 5
- Nghị quyết ngày 30 tháng 5 năm 1979 của Quốc hội khóa VI, Kỳ họp thứ 5[50] về việc thành lập đặc khu Vũng Tàu – Côn Đảo trực thuộc Trung ương:
- Tỉnh Đồng Nai, tỉnh Hậu Giang, đặc khu Vũng Tàu - Côn Đảo:

1. Thành lập đặc khu Vũng Tàu - Côn Đảo gồm có: thị xã Vũng Tàu, xã Long Sơn thuộc huyện Châu Thành của tỉnh Đồng Nai và huyện Côn Đảo của tỉnh Hậu Giang.
2. Đặc khu Vũng Tàu – Côn Đảo trực thuộc Trung ương và tương đương với cấp tỉnh.

#### Năm 1980: Quyết định số 66-CP
- Quyết định số 66-CP[51] ngày 01 tháng 3 năm 1980 của Hội đồng Chính phủ điều chỉnh địa giới và đổi tên xã thuộc tỉnh Đồng Nai:
- Huyện Xuyên Mộc, huyện Châu Thành

1. Sáp nhập xã Tân Lập của huyện Xuyên Mộc vào huyện Châu Thành cùng tỉnh.

- Huyện Long Thành

1. Đổi tên xã Siph thuộc huyện Long Thành thành xã Long Đức.

#### Năm 1982: Quyết định số 192-HĐBT
- Quyết định số 192-HĐBT[52] ngày 8 tháng 12 năm 1982 của Hội đồng Bộ trưởng về việc phân vạch địa giới một số xã, thị trấn thuộc tỉnh Đồng Nai:
- Huyện Châu Thành

1. Chia xã Phú Mỹ thành hai xã lấy tên là xã Phú Mỹ và xã Mỹ Xuân.
2. Chia xã Phước Hòa thành hai xã lấy tên là xã Phước Hòa và xã Hội Bài.
3. Thành lập thị trấn Bà Rịa trên cơ sở toàn bộ diện tích và dân số của xã Phước Lễ.
4. Thành lập xã kinh tế mới lấy tên là xã Châu Pha trên cơ sở sáp nhập một phần đất của xã Hắc Dịch và một phần đất của xã Long Hương có tổng diện tích tự nhiên 4100 hécta.
5. Sáp nhập hai ấp Kim Hải của Phước Hòa về xã Long Hương và ấp Trảng Lớn, xã Phú Mỹ về xã Hắc Dịch quản lý.

- Huyện Châu Thành, huyện Xuân Lộc

1. Sáp nhập xã Tân Lập của huyện Châu Thành sang huyện Xuân Lộc cùng tỉnh.

- Huyện Xuân Lộc

1. Thành lập thị trấn nông trường sông Ray trên cơ sở sáp nhập xã Tân Lập và nông trường sông Ray cùng huyện.

- Huyện Thống Nhất

1. Chia xã Gia Tân làm ba xã lấy tên là xã Gia Tân 1, xã Gia Tân 2 và xã Gia Tân 3.
2. Chia xã Gia Kiệm làm hai xã lấy tên là xã Gia Kiệm và xã Quang Trung.

#### Năm 1982: Quyết định số 193-HĐBT
- Quyết định số 193-HĐBT[53] ngày 9 tháng 12 năm 1982 của Hội đồng Bộ trưởng về việc thành lập huyện Trường Sa thuộc tỉnh Đồng Nai:
- Huyện Long Đất, huyện Trường Sa

1. Thành lập huyện Trường Sa thuộc tỉnh Đồng Nai bao gồm toàn bộ khu vực quần đảo Trường Sa trước đây thuộc huyện Long Đất tỉnh Đồng Nai.

#### Năm 1982: Quốc hội khóa VII, Kỳ họp thứ 4
- Nghị quyết ngày 28 tháng 12 năm 1982 của Quốc hội khóa VII, Kỳ họp thứ 4[54] về việc sáp nhập huyện Trường Sa thuộc tỉnh Đồng Nai vào tỉnh Phú Khánh:
- Tỉnh Đồng Nai, tỉnh Phú Khánh

1. Sáp nhập huyện Trường Sa thuộc tỉnh Đồng Nai vào tỉnh Phú Khánh.

#### Năm 1984: Quyết định số 12-HĐBT
- Quyết định số 12-HĐBT[55] ngày 17 tháng 1 năm 1984 của Hội đồng Bộ trưởng về việc phân vạch địa giới một số xã, thị trấn, phường của tỉnh Đồng Nai:
- Huyện Xuân Lộc

1. Chia xã Xuân Bình thành hai xã lấy tên là xã Xuân Bình và xã Xuân Vinh.
2. Chia xã Xuân Tân thành hai xã lấy tên là xã Xuân Tân và xã Xuân Mỹ.

- Huyện Tân Phú

1. Giải thể xã Phú Hiệp để thành lập thị trấn Phú Hiệp.
2. Thành lập xã Suối Nho [từ xã Phú Ngọc].

- Huyện Xuyên Mộc

1. Chia xã Phước Bửu thành hai xã lấy tên là xã Phước Bửu và xã Phước Tân.

- Huyện Long Thành

1. Sáp nhập xã Phước Long và xã Phước Thọ thành một xã lấy tên là xã Long Thọ.
2. Sáp nhập xã Phước Lai và xã Phước Kiểng thành một xã lấy tên là xã Hiệp Phước.
3. Sáp nhập xã An Lợi và xã Phước Nguyên thành một xã lấy tên là xã An Phước.

- Huyện Long Đất

1. Giải thể xã Long Điền để thành lập thị trấn Long Điền.
2. Giải thể xã Long Hải để thành lập thị trấn Long Hải.

- Thành phố Biên Hòa

1. Chia phường Hố Nai 2 thành hai phường lấy tên là phường Tân Biên và phường Tân Hòa.
2. Sáp nhập xã Bửu Long và xã Tân Thành thành một xã lấy tên là xã Tân Bửu.
3. Giải thể xã Tân Vạn để thành lập phường Tân Vạn.
4. Giải thể xã Tân Phong để thành lập phường Tân Phong.

#### Năm 1984: Quyết định số 180-HĐBT
- Quyết định số 180-HĐBT[56] ngày 28 tháng 12 năm 1984 của Hội đồng Bộ trưởng về việc thành lập phường Bửu Hòa trên cơ sở xã Bửu Hòa thuộc thành phố Biên Hòa, tỉnh Đồng Nai:
- Thành phố Biên Hòa

1. Thành lập phường Bửu Hòa trên cơ sở xã Bửu Hòa thuộc thành phố Biên Hòa, tỉnh Đồng Nai.

#### Năm 1985: Quyết định số 24-HĐBT
- Quyết định số 24-HĐBT[57] ngày 1 tháng 2 năm 1985 của Hội đồng Bộ trưởng về việc phân vạch địa giới một số xã, thị trấn tỉnh Đồng Nai:
- Huyện Châu Thành

1. Chia xã Ngãi Giao thành 4 xã lấy tên là xã Kim Long, xã Xà Bang, xã Láng Lớn và xã Ngãi Giao.
2. Chia xã Suối Nghệ thành 2 xã lấy tên là xã Nghĩa Thành và xã Suối Nghệ.

- Huyện Tân Phú

1. Đổi tên thị trấn Phú Hiệp thành thị trấn Định Quán.

#### Năm 1985: Quyết định số 284-HĐBT
- Quyết định số 284-HĐBT[58] ngày 23 tháng 12 năm 1985 của Hội đồng Bộ trưởng về việc thành lập thị xã Vĩnh An thuộc tỉnh Đồng Nai:
- Thị xã Vĩnh An

1. Thành lập thị xã Vĩnh An thuộc tỉnh Đồng Nai trên cơ sở huyện Vĩnh Cửu và hai lâm trường Hiếu Liêm, Mã Đà của huyện Tân Phú cùng tỉnh.
2. Thị xã Vĩnh An gồm 2 phường Trị An, Cây Gáo và 11 xã Bình Hòa, Bình Long, Bình Thạnh, Bình Phước, Bình Y, Đại An, Lợi Hòa, Tân Định, Tân Phú, Tân Triều, Thiện Tân, và hai lâm trường Hiếu Liêm, Mã Đà. Thị xã Vĩnh An có 87843 hécta [hecta] đất tự nhiên và 45631 nhân khẩu.
3. Huyện Tân Phú sau khi cắt lâm trường Hiếu Liêm và Mã Đà để thành lập thị xã Vĩnh An, còn 13 xã và 1 thị trấn.

#### Năm 1986: Quyết định số 59-HĐBT
- Quyết định số 59-HĐBT[59] ngày 14 tháng 5 năm 1986 của Hội đồng Bộ trưởng về việc thành lập 2 xã Xuân Đông, Xuân Tây thuộc huyện Xuân Lộc, tỉnh Đồng Nai:
- Huyện Xuân Lộc

1. Thành lập xã Xuân Đông và Xuân Tây tại khu vực kinh tế mới thuộc huyện Xuân Lộc, tỉnh Đồng Nai.
2. Xã Xuân Đông có diện tích tự nhiên 3.167 hécta với 2.531 nhân khẩu.
3. Xã Xuân Tây có diện tích tự nhiên 2.787 hécta với 3.501 nhân khẩu.

#### Năm 1987: Quyết định số 16-HĐBT
- Quyết định số 16-HĐBT[60] ngày 12 tháng 2 năm 1987 của Hội đồng Bộ trưởng về việc điều chỉnh địa giới hành chính một số xã, phường thuộc các huyện Long Thành và thị xã Vĩnh An, tỉnh Đồng Nai:
- Huyện Long Thành

1. Sáp nhập xã An Hòa và xã Long Hưng thành một xã lấy tên là xã Hòa Hưng.

- Thị xã Vĩnh An

1. Sáp nhập ba xã Bình Phước, Bình Ý và Tân Triều thành một xã lấy tên là xã Tân Bình.
2. Sáp nhập hai xã Bình Long và Lợi Hòa thành một xã lấy tên là xã Bình Lợi.
3. Sáp nhập hai xã Bình Thạnh và xã Tân Phú thành một xã lấy tên là xã Thạnh Phú.
4. Sáp nhập hai xã Đại An và xã Tân Định thành một xã lấy tên là xã Tân An.
5. Chia phường Cây Gáo thành hai đơn vị hành chính lấy tên là phường Cây Gáo và xã Vĩnh Tân.

#### Năm 1987
- Thị xã Vĩnh An, huyện Tân Phú

1. Sáp nhập xã Phú Lý thuộc huyện Tân Phú vào thị xã Vĩnh An.

- Huyện Xuân Lộc

1. Thành lập xã Xuân Bắc trên cơ sở nông trường Thọ Vực và phân trường 1 Thọ Vực thuộc lâm trường Xuân Lộc.

#### Năm 1988: Quyết định số 103-HĐBT
- Quyết định số 103-HĐBT[61] ngày 5 tháng 7 năm 1988 của Hội đồng Bộ trưởng về việc phân vạch địa giới hành chính phường Tam Hòa của thành phố Biên Hòa thuộc tỉnh Đồng Nai:
- Thành phố Biên Hòa

1. Chia phường Tam Hòa của thành phố Biên Hòa thuộc tỉnh Đồng Nai thành 2 phường lấy tên là phường Tam Hòa và phường Bình Đa.

#### Năm 1988: Quyết định số 190-HĐBT
- Quyết định số 190-HĐBT[62] ngày 23 tháng 12 năm 1988 của Hội đồng Bộ trưởng về việc thành lập 4 xã ở khu kinh tế mới thuộc huyện Tân Phú, tỉnh Đồng Nai:
- Huyện Tân Phú

1. Thành lập 4 xã ở khu kinh tế thuộc huyện Tân Phú, tỉnh Đồng Nai:
2. Xã Đaklua có 37.447 ha diện tích tự nhiên và 3.400 nhân khẩu.
3. Xã Nam Cát Tiên có 3.312 ha diện tích tự nhiên và 4.526 nhân khẩu.
4. Xã Núi Tượng có 2.895 ha diện tích tự nhiên và 4.865 nhân khẩu.
5. Xã Phú An có 4.481 ha diện tích tự nhiên và 1.938 nhân khẩu.

#### Năm 1991: Quyết định số 162a/TCCP
- Quyết định số 162a/TCCP[63] ngày 28 tháng 3 năm 1991 của Ban Tổ chức – Cán bộ Chính phủ về việc điều chỉnh địa giới một số xã thuộc huyện Xuân Lộc, tỉnh Đồng Nai:
- Huyện Xuân Lộc

1. Tách 247 ha diện tích tự nhiên và 1865 nhân khẩu (của ấp Bầu Cối kinh tế mới) thuộc xã Xuân Bình để sáp nhập vào xã Xuân Bắc.
2. Tách 150 ha diện tích tự nhiên (đồng Ông Phủ) của xã Xuân Vinh; 50 ha diện tích tự nhiên (ở khu cầu 4 thước) của thị trấn Xuân Lộc để sáp nhập vào xã Xuân Thọ.
3. Tách 380 ha diện tích tự nhiên (ở khu cầu 4 thước) của thị trấn Xuân Lộc để sáp nhập vào xã Xuân Định.
4. Xã Xuân Thọ giao lại 500 ha diện tích tự nhiên và 2.496 nhân khẩu (của áp Thọ An) cho xã Xuân Vinh quản lý

#### Năm 1991: Quyết định số 107-HĐBT
- Quyết định số 107-HĐBT[64] ngày 10 tháng 4 năm 1991 của Hội đồng Bộ trưởng về việc phân vạch địa giới huyện Xuân Lộc và huyện Tân Phú thuộc tỉnh Đồng Nai:
- Huyện Xuân Lộc, huyện Long Khánh

1. Chia huyện Xuân Lộc thành hai huyện, lấy tên là huyện Xuân Lộc và huyện Long Khánh.
  1. Huyện Xuân Lộc (mới) có 94.181 ha diện tích tự nhiên và 22.0907 nhân khẩu; bao gồm các xã Xuân Định, Xuân Bảo, Xuân Phú, Xuân Đông, Xuân Tây, Xuân Bắc, Xuân Thọ, Xuân Hiệp, Xuân Trường, Xuân Tâm, Xuân Hưng, Xuân Hòa, Xuân Thành và thị trấn nông trường Sông Ray.
  2. Huyện Long Khánh (mới) có 50.501 ha diện tích tự nhiên và 168.705 nhân khẩu; bao gồm các xã: Xuân Lập, Xuân Bình, Xuân Vinh, Xuân Tân, Xuân Đường, Xuân Mỹ và thị trấn Xuân Lộc.

- Huyện Tân Phú, huyện Định Quán

1. Chia huyện Tân Phú thành hai huyện, lấy tên là huyện Tân Phú và huyện Định Quán.
  1. Huyện Tân Phú (mới) có 76.689 ha diện tích tự nhiên và 131.837 nhân khẩu; bao gồm các xã Đak Lua, Núi Tượng, Phú An, Nam Cát Tiên, Phú Bình, Phú Lâm, Phú Thanh, Phú Lộc, Phú Lập, Phú Điền.
  2. Huyện Định Quán (mới) có 98.146 ha diện tích tự nhiên và 150.525 nhân khẩu; bao gồm các xã Phú Hoa, Phú Hòa, Phú Ngọc, Phú Túc, Phú Cường, Suối Nho và thị trấn Định Quán.

#### Năm 1991: Quốc hội khóa VIII, Kỳ họp thứ 9
- Nghị quyết ngày 12 tháng 8 năm 1991 của Quốc hội khóa VIII, Kỳ họp thứ 9[65] về việc điều chỉnh địa giới một số tỉnh, thành phố trực thuộc Trung ương:

- Tỉnh Đồng Nai, tỉnh Bà Rịa – Vũng Tàu:
  - Thành lập tỉnh Bà Rịa – Vũng Tàu gồm đặc khu Vũng Tàu - Côn Đảo và 3 huyện Long Đất, Châu Thành, Xuyên Mộc của tỉnh Đồng Nai.
  - Tỉnh Bà Rịa – Vũng Tàu có 5 đơn vị hành chính gồm thành phố Vũng Tàu và 4 huyện: Châu Thành, Côn Đảo, Long Đất và Xuyên Mộc, có diện tích tự nhiên 2.047,45 km2 với số dân 587.499 người.
  - Tỉnh lỵ: Thành phố Vũng Tàu.

#### Năm 1992: Quyết định số 592/QĐ/TCCP
- Quyết định số 592/TCCP[66] ngày 15 tháng 9 năm 1992 của Ban Tổ chức – Cán bộ Chính phủ về việc phân vạch, điều chỉnh địa giới xã thuộc huyện Long Khánh, tỉnh Đồng Nai:
- Huyện Long Khánh

1. Chia xã Xuân Lập thành hai xã mới, lấy tên là xã Xuân Thạnh và xã Xuân Lập.
2. Chia xã Xuân Đường thành hai xã mới, lấy tên là xã Xuân Quế và xã Xuân Dường.
3. Huyện Long Khánh (sau khi phân vạch điều chỉnh địa giới xã) có 9 đơn vị hành chính: bao gồm các xã Xuân Lập, Xuân Bình, Xuân Vinh, Xuân Tân, Xuân Đường, Xuân Mỹ, Xuân Thạnh, Xuân Quế và thị trấn Xuân Lộc.

#### Năm 1992: Quyết định số 593/QĐ-TCCP
- Quyết định số 593/QĐ-TCCP[67] ngày 15 tháng 9 năm 1992 của Ban Tổ chức - Cán bộ Chính phủ về việc phân vạch, điều chỉnh địa giới hành chính xã và thành lập thị trấn thuộc huyện Tân Phú, tỉnh Đồng Nai:
- Huyện Tân Phú

1. Tách của xã Phú Lộc: 822 ha diện tích tự nhiên với 17.468 nhân khẩu để thành lập thị trấn Tân Phú: 1.831 ha diện tích tự nhiên với 5.970 nhân khẩu để thành lập xã Trà Cổ.
2. Huyện Tân Phú (sau khi phân vạch điều chỉnh địa giới xã) có 12 đơn vị hành chính bao gồm các xã Phú Điền, Phú Lập, Phú Thanh, Phú Lộc, Phú Bình, Phú Lâm, Đắc Lua, Núi Tượng, Phú An, Nam Cát Tiên, Trà Cổ và thị trấn Tân Phú.

#### Năm 1993: Nghị định số 83-CP
- Nghị định số 83-CP[68] ngày 12 tháng 11 năm 1993 của Chính phủ về việc điều chỉnh địa giới hành chính một số xã, thị trấn thuộc huyện Xuân Lộc, tỉnh Đồng Nai:
- Huyện Xuân Lộc

1. Thành lập thị trấn Gia Ray, huyện lỵ huyện Xuân Lộc trên cơ sở 1.232 ha diện tích tự nhiên với 9.362 nhân khẩu ở khu vực ngã 3 Ông Đồn thuộc phạm vi áp phát triển 1, 2, 3 xã Xuân Trường và 100 ha diện tích tự nhiên ở khu vực núi Le thuộc ấp 3 xã Xuân Tâm.
2. Chuyển 238 ha diện tích tự nhiên với 475 nhân khẩu của xã Xuân Trường (khu vực phía Nam thị trấn Gia Ray) về xã Xuân Tâm quản lý.
3. Tách 1.727 ha diện tích tự nhiên và 5.171 nhân khẩu của thị trấn nông trường Sông Ray (phía đông tỉnh lộ 765; phía bắc tỉnh lộ 764) chuyển giao xã Xuân Đông quản lý.
4. Tách 2.725 ha diện tích tự nhiên và 5.654 nhân khẩu của thị trấn nông trường Sông Ray (phía tây tỉnh lộ 765; phía bắc tỉnh lộ 764) chuyển giao xã Xuân Tây quản lý. Phần còn lại của thị trấn nông trường Sông Ray chuyển thành xã Sông Ray.

#### Năm 1994: Nghị định số 51-CP
- Nghị định số 51-CP[69] ngày 23 tháng 6 năm 1994 của Chính phủ về việc điều chỉnh địa giới huyện, xã thuộc tỉnh Đồng Nai:
- Huyện Long Thành, huyện Nhơn Trạch

1. Chia huyện Long Thành thành hai huyện: huyện Long Thành và huyện Nhơn Trạch:
  1. Huyện Long Thành có 52.032 hécta diện tích tự nhiên, nhân khẩu 162.169; có 16 đơn vị hành chính như sau: xã Hòa Hưng, xã Phước Tân, xã Tam An, xã Tam Phước, xã Long Đức, xã Lộc An, xã Long Phước, xã An Phước, xã Bình Sơn, xã Suối Trầu, xã Cẩm Đường, xã Bàu Cạn, xã Phước Thái, xã Tân Hiệp, xã Long An và thị trấn Long Thành.
  2. Huyện Nhơn Trạch có 40.146 hécta diện tích tự nhiên, nhân khẩu 101.882; có 11 đơn vị hành chính như sau: xã Phước Thiện, xã Phú Hội, xã Long Tân, xã Phú Thạnh, xã Đại Phước, xã Phú Hữu, xã Phước Khánh, xã Vĩnh Thanh, xã Phước An, xã Long Thọ và xã Hiệp Phước.

- Huyện Định Quán

1. Chia xã Phú Hoa thành 3 xã: Phú Lợi, Phú Vinh, Phú Tân.
2. Chuyển giao ấp 7 có diện tích tự nhiên 1.369 hécta, nhân khẩu 2851 thuộc xã Phú Ngọc về xã Phú Túc quản lý. Chia xã Phú Túc thành 3 xã mới: La Ngà, Túc Trưng, Phú Túc.
3. Chia xã Phú Ngọc thành 3 xã: xã Thanh Sơn, xã Ngọc Định, xã Phú Ngọc. Chuyển giao 2.712 hécta diện tích tự nhiên và 6.434 nhân khẩu của thị trấn Định Quán về xã Phú Ngọc quản lý.
4. Chia thị trấn Định Quán thành 2 đơn vị hành chính: xã Gia Canh và thị trấn Định Quán.
5. Huyện Định Quán sau khi điều chỉnh địa giới có 14 đơn vị hành chính là các xã: Phú Lợi, Phú Vinh, Phú Tân, Gia Canh, Ngọc Định, Thanh Sơn, Phú Ngọc, La Ngà, Túc Trưng, Phú Túc, Phú Hòa, Phú Cường, Suối Nho và thị trấn Định Quán.

#### Năm 1994: Nghị định số 109-CP
- Nghị định số 109-CP[70] ngày 29 tháng 8 năm 1994 của Chính phủ về việc thành lập huyện Vĩnh Cửu thuộc tỉnh Đồng Nai và điều chỉnh địa giới hành chính một số xã phường:
- Thị xã Vĩnh An, huyện Vĩnh Cửu

1. Thành lập huyện Vĩnh Cửu trên cơ sở thị xã Vĩnh An.
2. Huyện Vĩnh Cửu có diện tích tự nhiên 105.577 ha, nhân khẩu 83.115 với 10 đơn vị hành chính; xã Phú Lý, Tân An, Vĩnh Tân, Thiện Tân, Thạnh Phú, Bình Lợi, Tân Bình, Bình Hòa, Trị An (phường Trị An cũ) và thị trấn Vĩnh An (phường Cây Gáo cũ).

- Thành phố Biên Hòa

1. Thành lập phường Bửu Long trên cơ sở xã Tân Bửu.
2. Thành lập phường Long Bình Tân trên cơ sở xã Long Bình Tân.
3. Chia phường Tân Phong thành 2: phường Trảng Dài và Tân Phong.
4. Thành lập phường Tân Hiệp trên cơ sở: diện tích tự nhiên 162.40 ha, nhân khẩu 2.291 của phường Tam Hòa; diện tích tự nhiên 74.88 ha, nhân khẩu 623 của phường Tam Hiệp; diện tích tự nhiên 104.59 ha, nhân khẩu 1.370 của phường Tân Tiến.
5. Chia phường Tam Hòa thành phường Long Bình và phường Tam Hòa.
6. Thành lập phường Tân Hiệp trên cơ sở điều chỉnh một phần diện tích và dân số của các phường Tam Hòa, Tam Hiệp và Tân Tiến.

- Huyện Tân Phú

1. Sáp nhập 495 ha diện tích tự nhiên của xã Phú Lâm vào xã Phú Bình quản lý. Chia xã Phú Bình thành ba đơn vị hành chính: xã Phú Bình và Phú Trung, Phú Sơn.
2. Sáp nhập diện tích tự nhiên 188 ha của xã Phú Lâm vào xã Phú Thanh. Chia xã Phú Thanh thành hai đơn vị hành chính: xã Phú Thành và Phú Xuân.
3. Chia xã Phú Lâm thành hai đơn vị hành chính: xã Phú Lâm và Thanh Sơn.
4. Chia xã Phú Lộc thành 2 xã: Phú Lộc và Phú Thịnh.
5. Chia xã Phú Lập thành 2 xã: Phú Xuân và Tà Lài.

- Huyện Xuân Lộc

1. Chia xã Xuân Trường thành 2 xã: Suối Cao và Xuân Trường.
2. Chia xã Xuân Hiệp thành 3 xã: Lang Minh, Suối Cát và Xuân Hiệp.
3. Chia xã Sông Ray thành 2 xã: Lâm San và Sông Ray.
4. Sáp nhập ấp Nam Hà của xã Xuân Định (gồm 475,6 ha, nhân khẩu 3.237) vào xã Xuân Bảo.
5. Chia xã Xuân Định thành 2 xã: Bảo Hòa và Xuân Định.

- Huyện Long Khánh

1. Chia xã Xuân Lập thành 3 xã: Xuân Lập, Bàu Sen và Suối Tre.
2. Chia xã Xuân Bình thành 2 xã: Xuân Thiện và Bình Lộc.
3. Chia xã Xuân Vinh thành 2 xã: Bảo Vinh và Bảo Quang.
4. Chia xã Xuân Tân thành 3 xã: Xuân Tân, Xuân Thanh và Nhân Nghĩa.
5. Chia xã Xuân Quế thành 2 xã: Xuân Quế và Sông Nhạn.
6. Chia xã Xuân Đường thành 2 xã: Xuân Đường và Thừa Đức.
7. Chia xã Xuân Mỹ thành 2 xã: Xuân Mỹ và Long Giao.

- Huyện Thống Nhất

1. Sáp nhập ấp Vườn Ngô của xã Trảng Bom 1 (gồm 1.389 ha, nhân khẩu 3.661) vào xã Đồi 61.
2. Sáp nhập ấp Bàu Xéo của xã Trảng Bom I (gồm 29 ha, nhân khẩu 2.078) vào xã Trảng Bom II. Chia xã Trảng Bom II thành xã Tây Hòa, xã Đông Hòa và xã Trung Hòa.
3. Thành lập thị trấn Trảng Bom trên cơ sở diện tích tự nhiên 827 ha, nhân khẩu 10.192 của xã Trảng Bom I; diện tích tự nhiên 125 ha của xã Hố Nai 4.
4. Sáp nhập ấp Quảng Biên của xã Tráng Bom I (gồm 410 ha, nhân khẩu 6.765) vào xã Hố Nai 4. Chia xã Hố Nai 4 thành 3 xã: Quảng Tiến, Bình Minh và Bắc Sơn.
5. Thành lập xã Sông Trầu trên cơ sở xã Trảng Bom I (gồm diện tích tự nhiên 3.669 ha, nhân khẩu 8.614).
6. Chia xã Hưng Lộc thành 2 xã: Hưng Lộc và Hưng Thịnh.
7. Chia xã Bàu Hàm I thành 2 xã: Sông Thao và Bàu Hàm.
8. Chia xã Cây Gáo thành 2 xã: Cây Gáo và Thanh Bình.

- Huyện Nhơn Trạch

1. Sáp nhập ấp Thị Cầu thuộc xã Đại Phước (gồm 506 ha, nhân khẩu 2.323 vào xã Phú Hữu). Chia xã Phú Hữu thành hai đơn vị hành chính: xã Phú Đông và Phú Hữu.

- Huyện Long Thành

1. Chia xã Phước Thái thành 2 xã: Phước Thái và Phước Bình.
2. Chia xã Bình Sơn thành 2 xã: Bình An và Bình Sơn.
3. Chia xã Hòa Hưng thành 2 xã: An Hòa và Long Hưng.

#### Năm 1996
- Thành phố Biên Hòa

1. Đổi tên phường Hố Nai 1 thuộc thành phố Biên Hòa thành phường Hố Nai.

#### Năm 2003: Nghị định số 25/2003/NĐ-CP
- Nghị định số 25/2003/NĐ-CP[71] ngày 13 tháng 3 năm 2003 của Chính phủ về việc thành lập xã Mã Đà, Hiếu Liêm thuộc huyện Vĩnh Cửu, tỉnh Đồng Nai:
- Huyện Vĩnh Cửu

1. Thành lập xã Mã Đà trên cơ sở 40.078,47 ha diện tích tự nhiên và 6.595 nhân khẩu của thị trấn Vĩnh An.
2. Thành lập xã Hiếu Liêm trên cơ sở 21.379,55 ha diện tích tự nhiên và 3.870 nhân khẩu của xã Trị An.

#### Năm 2003: Nghị định số 97/2003/NĐ-CP
- Nghị định số 97/2003/NĐ-CP[72] ngày 21 tháng 8 năm 2003 của Chính phủ về việc thành lập thị xã Long Khánh và các phường, xã trực thuộc; thành lập các huyện Cẩm Mỹ, Trảng Bom, tỉnh Đồng Nai:
- Thị xã Long Khánh

1. Thành lập thị xã Long Khánh trên cơ sở toàn bộ diện tích tự nhiên và dân số của thị trấn Xuân Lộc và các xã: Xuân Lập, Bàu Sen, Suối Tre, Bình Lộc, Bảo Quang, Bảo Vinh, Xuân Tân, Xuân Thanh của huyện Long Khánh.
2. Thị xã Long Khánh có 19.408,4 ha diện tích tự nhiên và 130.593 nhân khẩu.
3. Thành lập các phường, xã thuộc thị xã Long Khánh:
  1. Thành lập phường Xuân Trung trên cơ sở 100 ha diện tích tự nhiên và 10.715 nhân khẩu của thị trấn Xuân Lộc.
  2. Thành lập phường Xuân Thanh trên cơ sở 135,5 ha diện tích tự nhiên và 7.344 nhân khẩu của thị trấn Xuân Lộc.
  3. Thành lập phường Xuân An trên cơ sở 139 ha diện tích tự nhiên và 12.733 nhân khẩu của thị trấn Xuân Lộc.
  4. Thành lập phường Xuân Bình trên cơ sở 122,5 ha diện tích tự nhiên và 9.252 nhân khẩu của thị trấn Xuân Lộc.
  5. Thành lập phường Xuân Hòa trên cơ sở 171,4 ha diện tích tự nhiên và 6.652 nhân khẩu của thị trấn Xuân Lộc.
  6. Thành lập phường Phú Bình trên cơ sở 149 ha diện tích tự nhiên và 5.230 nhân khẩu của thị trấn Xuân Lộc.
  7. Thành lập xã Bàu Trâm trên cơ sở 1.432 ha diện tích tự nhiên và 5.296 nhân khẩu của thị trấn Xuân Lộc.
  8. Đổi tên xã Xuân Thanh thành xã Hàng Gòn.
4. Sau khi điều chỉnh địa giới hành chính thành lập thị xã Long Khánh và các phường, xã trực thuộc. Thị xã Long Khánh có 19.408,4 ha diện tích tự nhiên và 130.593 nhân khẩu, có 15 đơn vị hành chính trực thuộc gồm các phường: Xuân Trung, Xuân Thanh, Xuân An, Xuân Bình, Xuân Hòa, Phú Bình và các xã: Xuân Lập, Bàu Sen, Suối Tre, Bình Lộc, Bảo Quang, Bảo Vinh, Xuân Tân, Hàng Gòn, Bàu Trâm.

- Huyện Long Khánh, huyện Xuân Lộc, huyện Cẩm Mỹ

1. Thành lập huyện Cẩm Mỹ trên cơ sở toàn bộ diện tích tự nhiên và dân số của các xã: Xuân Quế, Sông Nhạn, Xuân Đường, Thừa Đức, Nhân Nghĩa, Long Giao, Xuân Mỹ của huyện Long Khánh; toàn bộ diện tích tự nhiên và dân số của các xã: Xuân Bảo, Bảo Bình, Xuân Đông, Xuân Tây, Sông Ray, Lâm San của huyện Xuân Lộc.
2. Huyện Cẩm Mỹ có 46.796 ha diện tích tự nhiên và 146.572 nhân khẩu, có 13 đơn vị hành chính trực thuộc gồm các xã: Xuân Quế, Sông Nhạn, Xuân Đường, Thừa Đức, Nhân Nghĩa, Long Giao, Xuân Mỹ, Xuân Bảo, Bảo Bình, Xuân Đông, Xuân Tây, Sông Ray, Lâm San.

- Huyện Thống Nhất, huyện Trảng Bom

1. Thành lập huyện Trảng Bom trên cơ sở toàn bộ diện tích tự nhiên và dân số của các xã: Hố Nai III, Bắc Sơn, Bình Minh, Quảng Tiến, Sông Trầu, Tây Hòa, Trung Hòa, Đông Hòa, Hưng Thịnh, Sông Thao, Bàu Hàm, Giang Điền, An Viễn, Đồi 61, Cây Gáo, Thanh Bình và thị trấn Trảng Bom của huyện Thống Nhất.
2. Huyện Trảng Bom có 32.612 ha diện tích tự nhiên và 177.407 nhân khẩu, có 17 đơn vị hành chính trực thuộc gồm các xã Hố Nai III, Bắc Sơn, Bình Minh, Quảng Tiến, Sông Trầu, Tây Hòa, Trung Hòa, Đông Hòa, Hưng Thịnh, Sông Thao, Bàu Hàm, Giang Điền, An Viễn, Đồi 61, Cây Gáo, Thanh Bình và thị trấn Trảng Bom.

- Huyện Long Khánh, huyện Thống Nhất

1. Sáp nhập 2 xã Xuân Thiện, Xuân Thạnh còn lại của huyện Long Khánh vào huyện Thống Nhất.
2. Sau khi điều chỉnh địa giới hành chính thành lập thị xã Long Khánh và các phường, xã trực thuộc và các huyện Cẩm Mỹ, Trảng Bom:
  1. Huyện Thống Nhất có 24.720 ha diện tích tự nhiên và 142.606 nhân khẩu, có 10 đơn vị hành chính trực thuộc gồm các xã: Xuân Thiện, Xuân Thạnh, Bàu Hàm II, Gia Tân I, Gia Tân II, Gia Tân III, Gia Kiệm, Quang Trung, Lộ 25, Hưng Lộc.
  2. Huyện Xuân Lộc còn lại 72.679 ha diện tích tự nhiên và 194.965 nhân khẩu, có 15 đơn vị hành chính trực thuộc gồm các xã: Xuân Hòa, Xuân Hưng, Xuân Tâm, Xuân Trường, Xuân Thành, Xuân Hiệp, Xuân Định, Xuân Phú, Xuân Thọ, Xuân Bắc, Suối Cao, Suối Cát, Bảo Hòa, Lang Minh và thị trấn Gia Ray.
3. Sau khi điều chỉnh địa giới hành chính, tỉnh Đồng Nai có 11 đơn vị hành chính trực thuộc gồm thành phố Biên Hòa, thị xã Long Khánh và 9 huyện: Tân Phú, Định Quán, Xuân Lộc, Thống Nhất, Vĩnh Cửu, Long Thành, Nhơn Trạch, Cẩm Mỹ và Trảng Bom.

#### Năm 2010: Nghị quyết số 5/NQ-CP
- Nghị quyết số 5/NQ-CP[73] ngày 5 tháng 2 năm 2010 của Chính phủ về việc điều chỉnh địa giới hành chính huyện Long Thành để mở rộng địa giới hành chính thành phố Biên Hòa thuộc tỉnh Đồng Nai:
- Huyện Long Thành, thành phố Biên Hòa

1. Điều chỉnh toàn bộ 10.899,27 ha diện tích tự nhiên và 92.796 nhân khẩu của các xã: An Hòa, Long Hưng, Phước Tân, Tam Phước của huyện Long Thành về thành phố Biên Hòa quản lý.
2. Thành phố Biên Hòa có 26.407,84 ha diện tích tự nhiên và 784.398 nhân khẩu, có 30 đơn vị hành chính trực thuộc, gồm các phường: An Bình, Bửu Hòa, Bình Đa, Bửu Long, Hòa Bình, Hố Nai, Long Bình, Long Bình Tân, Quyết Thắng, Quang Vinh, Thanh Bình, Tam Hiệp, Tam Hòa, Tân Biên, Thống Nhất, Tân Hiệp, Tân Hòa, Tân Mai, Tân Phong, Tân Tiến, Tân Vạn, Trảng Dài, Trung Dũng và 07 xã: Hóa An, Hiệp Hòa, Tân Hạnh, An Hòa, Long Hưng, Phước Tân và Tam Phước.
3. Sau khi điều chỉnh địa giới hành chính, huyện Long Thành còn lại 43.101,02 ha diện tích tự nhiên và 188.594 nhân khẩu, có 15 đơn vị hành chính trực thuộc, gồm thị trấn Long Thành và các xã: Bàu Cạn, Bình An, Bình Sơn, Cẩm Đường, Long Đức, An Phước, Long Phước, Lộc An, Long An, Phước Bình, Phước Thái, Suối Trầu, Tân Hiệp, Tam An.

#### Năm 2019: Nghị quyết số 673/NQ-UBTVQH14
- Nghị quyết số 673/NQ-UBTVQH14[74] ngày 10 tháng 4 năm 2019 của Ủy ban Thường vụ Quốc hội về việc thành lập, giải thể, điều chỉnh địa giới hành chính một số đơn vị hành chính cấp xã và thành lập thành phố Long Khánh thuộc tỉnh Đồng Nai:
- Huyện Long Thành

1. Điều chỉnh 1,58 km2 diện tích tự nhiên và 229 người của xã Bàu Cạn về xã Bình Sơn.
2. Điều chỉnh 1,12 km2 diện tích tự nhiên và 290 người của xã Bình Sơn về xã Cẩm Đường.
3. Điều chỉnh 5,08 km2 diện tích tự nhiên và 2.790 người của xã Cẩm Đường về xã Bình Sơn.
4. Điều chỉnh 6,60 km2 diện tích tự nhiên và 700 người của xã Long An về xã Bình Sơn.
5. Điều chỉnh 3,17 km2 diện tích tự nhiên và 1.125 người của xã Long Phước về xã Bình Sơn.
6. Điều chỉnh 13,59 km2 diện tích tự nhiên và 5.816 người của xã Suối Trầu về xã Bình Sơn.
7. Điều chỉnh 1,26 km2 diện tích tự nhiên còn lại và 700 người của xã Suối Trầu về xã Bàu Cạn.
8. Giải thể xã Suối Trầu.
9. Huyện Long Thành có 14 đơn vị hành chính cấp xã, gồm 13 xã và 01 thị trấn.

- Thị xã Long Khánh, thành phố Long Khánh

1. Thành lập phường Bảo Vinh trên cơ sở toàn bộ 15,79 km2 diện tích tự nhiên và 16.808 người của xã Bảo Vinh.
2. Thành lập phường Bàu Sen trên cơ sở toàn bộ 12,94 km2 diện tích tự nhiên và 7.080 người của xã Bàu Sen.
3. Thành lập phường Suối Tre trên cơ sở toàn bộ 24,21 km2 diện tích tự nhiên và 14.143 người của xã Suối Tre.
4. Thành lập phường Xuân Lập trên cơ sở toàn bộ 16,25 km2 diện tích tự nhiên và 10.047 người của xã Xuân Lập.
5. Thành lập phường Xuân Tân trên cơ sở toàn bộ 10,63 km2 diện tích tự nhiên và 10.866 người của xã Xuân Tân.
6. Thành lập thành phố Long Khánh trên cơ sở toàn bộ 191,75 km2 diện tích tự nhiên, 171.276 người và 15 đơn vị hành chính cấp xã của thị xã Long Khánh.
7. Sau khi thành lập 05 phường thuộc thị xã Long Khánh và thành lập thành phố Long Khánh, thành phố Long Khánh có 15 đơn vị hành chính cấp xã, gồm 11 phường: Bảo Vinh, Bàu Sen, Phú Bình, Suối Tre, Xuân An, Xuân Bình, Xuân Hòa, Xuân Lập, Xuân Tân, Xuân Thanh, Xuân Trung và 04 xã: Bảo Quang, Bàu Trâm, Bình Lộc, Hàng Gòn.
8. Tỉnh Đồng Nai có 11 đơn vị hành chính cấp huyện, , gồm 09 huyện và 02 thành phố; 170 đơn vị hành chính cấp xã, gồm 130 xã, 34 phường và 06 thị trấn.

#### Năm 2019: Nghị quyết số 694/NQ-UBTVQH14
- Nghị quyết số 694/NQ-UBTVQH14[75] ngày 10 tháng 5 năm 2019 của Ủy ban Thường vụ Quốc hội về việc điều chỉnh địa giới đơn vị hành chính và thành lập một số đơn vị hành chính đô thị cấp xã thuộc tỉnh Đồng Nai:
- Huyện Thống Nhất

1. Điều chỉnh địa giới hành chính các xã Bàu Hàm 2, Hưng Lộc, Quang Trung và Xuân Thạnh thuộc huyện Thống Nhất:
  1. Điều chỉnh 4,69 km2 diện tích tự nhiên và 13.692 người của xã Bàu Hàm 2 vào xã Xuân Thạnh;
  2. Điều chỉnh 5,43 km2 diện tích tự nhiên và 2.300 người của xã Bàu Hàm 2 vào xã Hưng Lộc;
  3. Điều chỉnh 14,07 km2 diện tích tự nhiên và 42 người của xã Xuân Thạnh vào xã Bàu Hàm 2;
  4. Điều chỉnh 8,79 km2 diện tích tự nhiên và 4.266 người của xã Xuân Thạnh vào xã Hưng Lộc;
  5. Điều chỉnh 5,97 km2 diện tích tự nhiên và 2.974 người của xã Quang Trung vào xã Bàu Hàm 2.
2. Thành lập thị trấn Dầu Giây thuộc huyện Thống Nhất trên cơ sở toàn bộ diện tích tự nhiên và dân số của xã Xuân Thạnh sau khi đã điều chỉnh địa giới hành chính.
3. Sau khi thành lập thị trấn Dầu Giây, huyện Thống Nhất có 10 đơn vị hành chính cấp xã, gồm 09 xã và 01 thị trấn.

- Huyện Nhơn Trạch

1. Thành lập thị trấn Hiệp Phước thuộc huyện Nhơn Trạch trên cơ sở toàn bộ 18,83 km2 diện tích tự nhiên, dân số 38.645 người của xã Hiệp Phước.
2. Sau khi thành lập thị trấn Hiệp Phước, huyện Nhơn Trạch có 12 đơn vị hành chính cấp xã, gồm 11 xã và 01 thị trấn.

- Thành phố Biên Hòa

1. Thành lập phường An Hòa thuộc thành phố Biên Hòa trên cơ sở toàn bộ 9,21 km2 diện tích tự nhiên, dân số 22.925 người của xã An Hòa.
2. Thành lập phường Hiệp Hòa thuộc thành phố Biên Hòa trên cơ sở toàn bộ 6,97 km2 diện tích tự nhiên, dân số 15.468 người của xã Hiệp Hòa.
3. Thành lập phường Hóa An thuộc thành phố Biên Hòa trên cơ sở toàn bộ 6,85 km2 diện tích tự nhiên, dân số 33.099 người của xã Hóa An.
4. Thành lập phường Phước Tân thuộc thành phố Biên Hòa trên cơ sở toàn bộ 42,77 km2 diện tích tự nhiên, dân số 52.602 người của xã Phước Tân.
5. Thành lập phường Tam Phước thuộc thành phố Biên Hòa trên cơ sở toàn bộ 45,10 km2 diện tích tự nhiên, dân số 53.731 người của xã Tam Phước.
6. Thành lập phường Tân Hạnh thuộc thành phố Biên Hòa trên cơ sở toàn bộ 6,06 km2 diện tích tự nhiên, dân số 9.407 người của xã Tân Hạnh.
7. Sau khi thành lập 06 phường An Hòa, Hiệp Hòa, Hóa An, Phước Tân, Tam Phước và Tân Hạnh, thành phố Biên Hòa có 30 đơn vị hành chính cấp xã, gồm 29 phường và 01 xã.
8. Tỉnh Đồng Nai có 11 đơn vị hành chính cấp huyện, gồm 09 huyện và 02 thành phố; 170 đơn vị hành chính cấp xã, gồm 122 xã, 40 phường và 08 thị trấn.

#### Năm 2019: Nghị quyết số 114/NQ-CP
- Nghị quyết số 114/NQ-CP[76] ngày 5 tháng 12 năm 2019 của Chính phủ về việc xác định địa giới hành chính giữa tỉnh Đồng Nai và Thành phố Hồ Chí Minh tại khu vực Cù lao Gò Gia do lịch sử để lại:
- Tỉnh Đồng Nai, Thành phố Hồ Chí Minh

1. Đường địa giới hành chính giữa tỉnh Đồng Nai và Thành phố Hồ Chí Minh tại khu vực Cù lao Gò Gia giáp ranh giữa xã Phước An, huyện Nhơn Trạch, tỉnh Đồng Nai và xã Thạnh An, huyện Cần Giờ, Thành phố Hồ Chí Minh nằm trên 03 mảnh bản đồ địa hình, tỷ lệ 1:5000, hệ tọa độ quốc gia VN-2000 do Bộ Tài nguyên và Môi trường thành lập năm 2004 (kèm theo), có phiên hiệu là: C-48-34-(224), C-48-34-(208), C-48-35-(193), là đường địa giới hành chính được tô bo màu hồng, khởi đầu từ ngã ba giữa sông, Gò Gia và sông Ba Gioi (điểm địa giới giữa tỉnh Đồng Nai và Thành phố Hồ Chí Minh đã thống nhất), theo hướng Bắc - Đông Bắc đi giữa sông Gò Gia đến rạch Tắc Ông Cò, chuyển hướng Đông Bắc, đi giữa rạch Tắc Ông Cò đến giữa sông Thị Vải (ngã ba địa giới giữa tỉnh Bà Rịa - Vũng Tàu, Thành phố Hồ Chí Minh và tỉnh Đồng Nai).

#### Năm 2021: Nghị quyết số 1261/NQ-UBTVQH14
- Nghị quyết số 1261/NQ-UBTVQH14[77] ngày 27 tháng 4 năm 2021 của Ủy ban Thường vụ Quốc hội về việc thành lập thị trấn Long Giao thuộc huyện Cẩm Mỹ, tỉnh Đồng Nai:
- Huyện Cẩm Mỹ

1. Thành lập thị trấn Long Giao thuộc huyện Cẩm Mỹ trên cơ sở toàn bộ 33,75 km2 diện tích tự nhiên và quy mô dân số 10.524 người của xã Long Giao thuộc huyện Cẩm Mỹ, tỉnh Đồng Nai.
2. Sau khi thành lập thị trấn Long Giao:
  1. Huyện Cẩm Mỹ có 13 đơn vị hành chính cấp xã, gồm 12 xã và 01 thị trấn.
  2. Tỉnh Đồng Nai có 11 đơn vị hành chính cấp huyện, gồm 09 huyện và 02 thành phố; 170 đơn vị hành chính cấp xã, gồm 121 xã, 40 phường và 09 thị trấn.

#### Năm 2024: Nghị quyết só 1194/NQ-UBTVQH15
- Nghị quyết số 1194/NQ-UBTVQH15[78] ngày 28 tháng 9 năm 2024 của Ủy ban Thường vụ Quốc hội về việc sắp xếp đơn vị hành chính cấp xã của tỉnh Đồng Nai giai đoạn 2023 - 2025:

- Thành phố Biên Hòa
  1. Nhập toàn bộ diện tích tự nhiên là 0,56 km2, quy mô dân số là 9.283 người của phường Hòa Bình và điều chỉnh một phần diện tích tự nhiên là 0,13 km2, quy mô dân số là 3.553 người của phường Tân Phong để nhập vào phường Quang Vinh.
  2. Nhập toàn bộ diện tích tự nhiên là 0,37 km2, quy mô dân số là 6.234 người của phường Thanh Bình, toàn bộ diện tích tự nhiên là 1,37 km2, quy mô dân số là 17.247 người của phường Quyết Thắng và điều chỉnh một phần diện tích tự nhiên là 0,03 km2, quy mô dân số là 1.037 người của phường Tân Phong để nhập vào phường Trung Dũng.
  3. Nhập toàn bộ diện tích tự nhiên là 1,31 km2, quy mô dân số là 16.236 người của phường Tân Tiến vào phường Tân Mai.
  4. Nhập toàn bộ diện tích tự nhiên là 1,21 km2, quy mô dân số là 19.160 người của phường Tam Hòa vào phường Bình Đa.
  5. Sau khi sắp xếp, thành phố Biên Hòa có 25 đơn vị hành chính cấp xã, gồm 24 phường và 01 xã.

- Thành phố Long Khánh
  1. Nhập toàn bộ diện tích tự nhiên là 1,00 km2, quy mô dân số là 12.969 người của phường Xuân Trung và toàn bộ diện tích tự nhiên là 1,39 km2, quy mô dân số là 11.575 người của phường Xuân Thanh vào phường Xuân An.
  2. Sau khi sắp xếp, thành phố Long Khánh có 13 đơn vị hành chính cấp xã, gồm 09 phường và 04 xã.

- Huyện Tân Phú
  1. Nhập toàn bộ diện tích tự nhiên là 15,48 km2, quy mô dân số là 9.610 người của xã Phú Trung vào xã Phú Sơn.
  2. Điều chỉnh một phần diện tích tự nhiên là 15,26 km2, quy mô dân số là 3.686 người của xã Núi Tượng để nhập vào xã Phú Lập.
  3. Nhập toàn bộ diện tích tự nhiên là 8,18 km2, quy mô dân số là 3.235 người của xã Núi Tượng sau khi điều chỉnh vào xã Nam Cát Tiên.
  4. Sau khi sắp xếp, huyện Tân Phú có 16 đơn vị hành chính cấp xã, gồm 15 xã và 01 thị trấn.

- Huyện Vĩnh Cửu
  1. Nhập toàn bộ diện tích tự nhiên là 209,50 km2, quy mô dân số là 5.358 người của xã Hiếu Liêm vào xã Trị An.
  2. Nhập toàn bộ diện tích tự nhiên là 209,50 km2, quy mô dân số là 5.358 người của xã Hiếu Liêm vào xã Trị An.
  3. Sau khi sắp xếp, huyện Vĩnh Cửu có 10 đơn vị hành chính cấp xã, gồm 09 xã và 01 thị trấn.
  4. Sau khi sắp xếp các đơn vị hành chính cấp xã, tỉnh Đồng Nai có 11 đơn vị đơn vị hành chính cấp huyện, gồm 09 huyện, 02 thành phố và 159 đơn vị hành chính cấp xã, gồm 117 xã, 33 phường, 09 thị trấn.

## Giai đoạn 2025 - nay

### Năm 2025: Nghị quyết số 202/2025/QH15
Ngày 12 tháng 6 năm 2025, Quốc hội ban hành Nghị quyết số 202/2025/QH15 về việc sắp xếp đơn vị hành chính cấp tỉnh (nghị quyết có hiệu lực từ ngày 12 tháng 6 năm 2025). Theo đó, sáp nhập tỉnh Bình Phước vào tỉnh Đồng Nai
Sau khi sáp nhập, tỉnh Đồng Nai có 12.737,18 km² diện tích tự nhiên và quy mô dân số là 4.491.408 người.

### Năm 2025: Nghị quyết số 203/2025/QH15
Ngày 16 tháng 6 năm 2025, Quốc hội ban hành Nghị quyết số 203/2025/QH15 về việc sửa đổi, bổ sung một số điều của Hiến pháp nước Cộng hòa xã hội chủ nghĩa Việt Nam. Theo đó, kết thúc hoạt động của đơn vị hành chính cấp huyện trong cả nước từ ngày 01 tháng 7 năm 2025.

### Năm 2025: Nghị quyết số 1662/NQ-UBTVQH15
- Nghị quyết số 1662/NQ-UBTVQH15[81] ngày 16 tháng 6 năm 2025 của Ủy ban Thường vụ Quốc hội khóa XV về việc sắp xếp các đơn vị hành chính cấp xã của tỉnh Đồng Nai năm 2025:
- Tỉnh Đồng Nai

1. Sắp xếp toàn bộ diện tích tự nhiên, quy mô dân số của các xã Phú Hữu, Phú Đông, Phước Khánh và Đại Phước thành xã mới có tên gọi là xã Đại Phước.
2. Sắp xếp toàn bộ diện tích tự nhiên, quy mô dân số của thị trấn Hiệp Phước và các xã Long Tân (huyện Nhơn Trạch), Phú Thạnh, Phú Hội, Phước Thiền thành xã mới có tên gọi là xã Nhơn Trạch.
3. Sắp xếp toàn bộ diện tích tự nhiên, quy mô dân số của các xã Phước An (huyện Nhơn Trạch), Vĩnh Thanh và Long Thọ thành xã mới có tên gọi là xã Phước An.
4. Sắp xếp toàn bộ diện tích tự nhiên, quy mô dân số của các xã Tân Hiệp (huyện Long Thành), Phước Bình và Phước Thái thành xã mới có tên gọi là xã Phước Thái.
5. Sắp xếp toàn bộ diện tích tự nhiên, quy mô dân số của xã Bàu Cạn và xã Long Phước thành xã mới có tên gọi là xã Long Phước.
6. Sắp xếp toàn bộ diện tích tự nhiên, quy mô dân số của thị trấn Long Thành, xã Lộc An và xã Bình Sơn (huyện Long Thành), xã Long An thành xã mới có tên gọi là xã Long Thành.
7. Sắp xếp toàn bộ diện tích tự nhiên, quy mô dân số của xã Long Đức và xã Bình An thành xã mới có tên gọi là xã Bình An.
8. Sắp xếp toàn bộ diện tích tự nhiên, quy mô dân số của xã Tam An và xã An Phước thành xã mới có tên gọi là xã An Phước.
9. Sắp xếp toàn bộ diện tích tự nhiên, quy mô dân số của xã Đồi 61 và xã An Viễn thành xã mới có tên gọi là xã An Viễn.
10. Sắp xếp toàn bộ diện tích tự nhiên, quy mô dân số của xã Bình Minh (huyện Trảng Bom) và xã Bắc Sơn thành xã mới có tên gọi là xã Bình Minh.
11. Sắp xếp toàn bộ diện tích tự nhiên, quy mô dân số của thị trấn Trảng Bom và các xã Quảng Tiến, Sông Trầu, Giang Điền thành xã mới có tên gọi là xã Trảng Bom.
12. Sắp xếp toàn bộ diện tích tự nhiên, quy mô dân số của các xã Thanh Bình (huyện Trảng Bom), Cây Gáo, Sông Thao và Bàu Hàm thành xã mới có tên gọi là xã Bàu Hàm.
13. Sắp xếp toàn bộ diện tích tự nhiên, quy mô dân số của các xã Đông Hòa, Tây Hòa, Trung Hòa và Hưng Thịnh thành xã mới có tên gọi là xã Hưng Thịnh.
14. Sắp xếp toàn bộ diện tích tự nhiên, quy mô dân số của thị trấn Dầu Giây và các xã Hưng Lộc, Bàu Hàm 2, Lộ 25 thành xã mới có tên gọi là xã Dầu Giây.
15. Sắp xếp toàn bộ diện tích tự nhiên, quy mô dân số của các xã Quang Trung, Gia Tân 3 và Gia Kiệm thành xã mới có tên gọi là xã Gia Kiệm.
16. Sắp xếp toàn bộ diện tích tự nhiên, quy mô dân số của các xã Gia Tân 1, Gia Tân 2, Phú Cường và Phú Túc thành xã mới có tên gọi là xã Thống Nhất.
17. Sắp xếp toàn bộ diện tích tự nhiên, quy mô dân số của xã Sông Nhạn và xã Xuân Quế thành xã mới có tên gọi là xã Xuân Quế.
18. Sắp xếp toàn bộ diện tích tự nhiên, quy mô dân số của các xã Cẩm Đường, Thừa Đức và Xuân Đường thành xã mới có tên gọi là xã Xuân Đường.
19. Sắp xếp toàn bộ diện tích tự nhiên, quy mô dân số của thị trấn Long Giao và các xã Nhân Nghĩa, Xuân Mỹ, Bảo Bình thành xã mới có tên gọi là xã Cẩm Mỹ.
20. Sắp xếp toàn bộ diện tích tự nhiên, quy mô dân số của xã Lâm San và xã Sông Ray thành xã mới có tên gọi là xã Sông Ray.
21. Sắp xếp toàn bộ diện tích tự nhiên, quy mô dân số của xã Xuân Tây, xã Xuân Đông và một phần diện tích tự nhiên, quy mô dân số của xã Xuân Tâm thành xã mới có tên gọi là xã Xuân Đông.
22. Sắp xếp toàn bộ diện tích tự nhiên, quy mô dân số của các xã Xuân Bảo, Bảo Hòa và Xuân Định thành xã mới có tên gọi là xã Xuân Định.
23. Sắp xếp toàn bộ diện tích tự nhiên, quy mô dân số của xã Lang Minh và xã Xuân Phú thành xã mới có tên gọi là xã Xuân Phú.
24. Sắp xếp toàn bộ diện tích tự nhiên, quy mô dân số của thị trấn Gia Ray và các xã Xuân Thọ, Xuân Trường, Suối Cát, Xuân Hiệp thành xã mới có tên gọi là xã Xuân Lộc.
25. Sắp xếp toàn bộ diện tích tự nhiên, quy mô dân số của các xã Xuân Hưng, Xuân Hòa và phần còn lại của xã Xuân Tâm thành xã mới có tên gọi là xã Xuân Hòa.
26. Sắp xếp toàn bộ diện tích tự nhiên, quy mô dân số của xã Suối Cao và xã Xuân Thành thành xã mới có tên gọi là xã Xuân Thành.
27. Sắp xếp toàn bộ diện tích tự nhiên, quy mô dân số của xã Suối Nho và xã Xuân Bắc thành xã mới có tên gọi là xã Xuân Bắc.
28. Sắp xếp toàn bộ diện tích tự nhiên, quy mô dân số của xã Túc Trưng và xã La Ngà thành xã mới có tên gọi là xã La Ngà.
29. Sắp xếp toàn bộ diện tích tự nhiên, quy mô dân số của thị trấn Định Quán và các xã Phú Ngọc, Gia Canh, Ngọc Định thành xã mới có tên gọi là xã Định Quán.
30. Sắp xếp toàn bộ diện tích tự nhiên, quy mô dân số của xã Phú Tân và xã Phú Vinh thành xã mới có tên gọi là xã Phú Vinh.
31. Sắp xếp toàn bộ diện tích tự nhiên, quy mô dân số của các xã Phú Điền, Phú Lợi và Phú Hòa thành xã mới có tên gọi là xã Phú Hòa.
32. Sắp xếp toàn bộ diện tích tự nhiên, quy mô dân số của các xã Phú Thịnh, Phú Lập và Tà Lài thành xã mới có tên gọi là xã Tà Lài.
33. Sắp xếp toàn bộ diện tích tự nhiên, quy mô dân số của xã Phú An và xã Nam Cát Tiên thành xã mới có tên gọi là xã Nam Cát Tiên.
34. Sắp xếp toàn bộ diện tích tự nhiên, quy mô dân số của thị trấn Tân Phú (huyện Tân Phú) và các xã Phú Lộc, Trà Cổ, Phú Thanh, Phú Xuân thành xã mới có tên gọi là xã Tân Phú.
35. Sắp xếp toàn bộ diện tích tự nhiên, quy mô dân số của xã Thanh Sơn và xã Phú Sơn (huyện Tân Phú), xã Phú Bình, xã Phú Lâm thành xã mới có tên gọi là xã Phú Lâm.
36. Sắp xếp toàn bộ diện tích tự nhiên, quy mô dân số của thị trấn Vĩnh An, xã Mã Đà và xã Trị An thành xã mới có tên gọi là xã Trị An.
37. Sắp xếp toàn bộ diện tích tự nhiên, quy mô dân số của xã Vĩnh Tân và xã Tân An thành xã mới có tên gọi là xã Tân An.
38. Sắp xếp toàn bộ diện tích tự nhiên, quy mô dân số của các xã Minh Thắng, Minh Lập và Nha Bích thành xã mới có tên gọi là xã Nha Bích.
39. Sắp xếp toàn bộ diện tích tự nhiên, quy mô dân số của xã Phước An và xã Tân Lợi (huyện Hớn Quản), xã Quang Minh, xã Tân Quan thành xã mới có tên gọi là xã Tân Quan.
40. Sắp xếp toàn bộ diện tích tự nhiên, quy mô dân số của các xã Tân Hưng (huyện Hớn Quản), An Khương và Thanh An thành xã mới có tên gọi là xã Tân Hưng.
41. Sắp xếp toàn bộ diện tích tự nhiên, quy mô dân số của thị trấn Tân Khai, xã Tân Hiệp (huyện Hớn Quản) và xã Đồng Nơ thành xã mới có tên gọi là xã Tân Khai.
42. Sắp xếp toàn bộ diện tích tự nhiên, quy mô dân số của các xã An Phú, Minh Tâm và Minh Đức thành xã mới có tên gọi là xã Minh Đức.
43. Sắp xếp toàn bộ diện tích tự nhiên, quy mô dân số của xã Lộc Thịnh và xã Lộc Thành thành xã mới có tên gọi là xã Lộc Thành.
44. Sắp xếp toàn bộ diện tích tự nhiên, quy mô dân số của thị trấn Lộc Ninh, xã Lộc Thái và xã Lộc Thuận thành xã mới có tên gọi là xã Lộc Ninh.
45. Sắp xếp toàn bộ diện tích tự nhiên, quy mô dân số của các xã Lộc Khánh, Lộc Điền và Lộc Hưng thành xã mới có tên gọi là xã Lộc Hưng.
46. Sắp xếp toàn bộ diện tích tự nhiên, quy mô dân số của xã Lộc Thiện và xã Lộc Tấn thành xã mới có tên gọi là xã Lộc Tấn.
47. Sắp xếp toàn bộ diện tích tự nhiên, quy mô dân số của xã Lộc Hòa và xã Lộc Thạnh thành xã mới có tên gọi là xã Lộc Thạnh.
48. Sắp xếp toàn bộ diện tích tự nhiên, quy mô dân số của các xã Lộc Phú, Lộc Hiệp và Lộc Quang thành xã mới có tên gọi là xã Lộc Quang.
49. Sắp xếp toàn bộ diện tích tự nhiên, quy mô dân số của các xã Tân Thành, Tân Tiến (huyện Bù Đốp), Lộc An (huyện Lộc Ninh) thành xã mới có tên gọi là xã Tân Tiến.
50. Sắp xếp toàn bộ diện tích tự nhiên, quy mô dân số của thị trấn Thanh Bình, xã Thanh Hòa và xã Thiện Hưng thành xã mới có tên gọi là xã Thiện Hưng.
51. Sắp xếp toàn bộ diện tích tự nhiên, quy mô dân số của xã Phước Thiện và xã Hưng Phước thành xã mới có tên gọi là xã Hưng Phước.
52. Sắp xếp toàn bộ diện tích tự nhiên, quy mô dân số của các xã Phú Văn, Đức Hạnh và Phú Nghĩa thành xã mới có tên gọi là xã Phú Nghĩa.
53. Sắp xếp toàn bộ diện tích tự nhiên, quy mô dân số của các xã Phước Minh, Bình Thắng và Đa Kia thành xã mới có tên gọi là xã Đa Kia.
54. Sắp xếp toàn bộ diện tích tự nhiên, quy mô dân số của các xã Long Hưng (huyện Phú Riềng), Long Bình và Bình Tân thành xã mới có tên gọi là xã Bình Tân.
55. Sắp xếp toàn bộ diện tích tự nhiên, quy mô dân số của xã Long Tân (huyện Phú Riềng) và xã Long Hà thành xã mới có tên gọi là xã Long Hà.
56. Sắp xếp toàn bộ diện tích tự nhiên, quy mô dân số của xã Bù Nho và xã Phú Riềng thành xã mới có tên gọi là xã Phú Riềng.
57. Sắp xếp toàn bộ diện tích tự nhiên, quy mô dân số của xã Phước Tân và xã Phú Trung thành xã mới có tên gọi là xã Phú Trung.
58. Sắp xếp toàn bộ diện tích tự nhiên, quy mô dân số của xã Thuận Phú và xã Thuận Lợi thành xã mới có tên gọi là xã Thuận Lợi.
59. Sắp xếp toàn bộ diện tích tự nhiên, quy mô dân số của các xã Đồng Tiến, Tân Phước và Đồng Tâm thành xã mới có tên gọi là xã Đồng Tâm.
60. Sắp xếp toàn bộ diện tích tự nhiên, quy mô dân số của xã Tân Hưng và xã Tân Lợi (huyện Đồng Phú), xã Tân Hòa thành xã mới có tên gọi là xã Tân Lợi.
61. Sắp xếp toàn bộ diện tích tự nhiên, quy mô dân số của thị trấn Tân Phú và xã Tân Tiến (huyện Đồng Phú), xã Tân Lập thành xã mới có tên gọi là xã Đồng Phú.
62. Sắp xếp toàn bộ diện tích tự nhiên, quy mô dân số của các xã Đăng Hà, Thống Nhất và Phước Sơn thành xã mới có tên gọi là xã Phước Sơn.
63. Sắp xếp toàn bộ diện tích tự nhiên, quy mô dân số của các xã Đức Liễu, Nghĩa Bình và Nghĩa Trung thành xã mới có tên gọi là xã Nghĩa Trung.
64. Sắp xếp toàn bộ diện tích tự nhiên, quy mô dân số của thị trấn Đức Phong, xã Đoàn Kết và xã Minh Hưng thành xã mới có tên gọi là xã Bù Đăng.
65. Sắp xếp toàn bộ diện tích tự nhiên, quy mô dân số của các xã Phú Sơn (huyện Bù Đăng), Đồng Nai và Thọ Sơn thành xã mới có tên gọi là xã Thọ Sơn.
66. Sắp xếp toàn bộ diện tích tự nhiên, quy mô dân số của xã Đường 10 và xã Đak Nhau thành xã mới có tên gọi là xã Đak Nhau.
67. Sắp xếp toàn bộ diện tích tự nhiên, quy mô dân số của xã Bình Minh (huyện Bù Đăng) và xã Bom Bo thành xã mới có tên gọi là xã Bom Bo.
68. Sắp xếp toàn bộ diện tích tự nhiên, quy mô dân số của các phường Tân Hạnh, Hóa An, Bửu Hòa và Tân Vạn thành phường mới có tên gọi là phường Biên Hòa.
69. Sắp xếp toàn bộ diện tích tự nhiên, quy mô dân số của các phường Bửu Long, Quang Vinh, Trung Dũng, Thống Nhất, Hiệp Hòa và An Bình thành phường mới có tên gọi là phường Trấn Biên.
70. Sắp xếp toàn bộ diện tích tự nhiên, quy mô dân số của các phường Tân Hiệp, Tân Mai, Bình Đa và Tam Hiệp thành phường mới có tên gọi là phường Tam Hiệp.
71. Sắp xếp toàn bộ diện tích tự nhiên, quy mô dân số của các phường Hố Nai, Tân Biên và Long Bình thành phường mới có tên gọi là phường Long Bình.
72. Sắp xếp toàn bộ diện tích tự nhiên, quy mô dân số của phường Trảng Dài và xã Thiện Tân thành phường mới có tên gọi là phường Trảng Dài.
73. Sắp xếp toàn bộ diện tích tự nhiên, quy mô dân số của phường Tân Hòa và xã Hố Nai 3 thành phường mới có tên gọi là phường Hố Nai.
74. Sắp xếp toàn bộ diện tích tự nhiên quy mô dân số của phường Long Bình Tân, phường An Hòa, xã Long Hưng (thành phố Biên Hòa) thành phường mới có tên gọi là phường Long Hưng.
75. Sắp xếp toàn bộ diện tích tự nhiên, quy mô dân số của phường Suối Tre, xã Xuân Thiện và xã Bình Lộc thành phường mới có tên gọi là phường Bình Lộc.
76. Sắp xếp toàn bộ diện tích tự nhiên, quy mô dân số của phường Bảo Vinh và xã Bảo Quang thành phường mới có tên gọi là phường Bảo Vinh.
77. Sắp xếp toàn bộ diện tích tự nhiên, quy mô dân số của phường Bàu Sen và phường Xuân Lập thành phường mới có tên gọi là phường Xuân Lập.
78. Sắp xếp toàn bộ diện tích tự nhiên, quy mô dân số của các phường Xuân An, Xuân Bình, Xuân Hòa, Phú Bình và xã Bàu Trâm thành phường mới có tên gọi là phường Long Khánh.
79. Sắp xếp toàn bộ diện tích tự nhiên, quy mô dân số của phường Xuân Tân và xã Hàng Gòn thành phường mới có tên gọi là phường Hàng Gòn.
80. Sắp xếp toàn bộ diện tích tự nhiên, quy mô dân số của phường Tân Phong và các xã Tân Bình, Bình Lợi, Thạnh Phú thành phường mới có tên gọi là phường Tân Triều.
81. Sắp xếp toàn bộ diện tích tự nhiên, quy mô dân số của phường Minh Long và phường Minh Hưng thành phường mới có tên gọi là phường Minh Hưng.
82. Sắp xếp toàn bộ diện tích tự nhiên, quy mô dân số của các phường Hưng Long, Thành Tâm và Minh Thành thành phường mới có tên gọi là phường Chơn Thành.
83. Sắp xếp toàn bộ diện tích tự nhiên, quy mô dân số của các phường An Lộc, Hưng Chiến, Phú Đức, xã Thanh Bình (huyện Hớn Quản) thành phường mới có tên gọi là phường Bình Long.
84. Sắp xếp toàn bộ diện tích tự nhiên, quy mô dân số của phường Phú Thịnh, xã Thanh Phú và xã Thanh Lương thành phường mới có tên gọi là phường An Lộc.
85. Sắp xếp toàn bộ diện tích tự nhiên, quy mô dân số của phường Long Phước, phường Phước Bình, xã Bình Sơn (huyện Phú Riềng) và xã Long Giang thành phường mới có tên gọi là phường Phước Bình.
86. Sắp xếp toàn bộ diện tích tự nhiên, quy mô dân số của các phường Long Thủy, Thác Mơ, Sơn Giang và xã Phước Tín thành phường mới có tên gọi là phường Phước Long.
87. Sắp xếp toàn bộ diện tích tự nhiên, quy mô dân số của phường Tiến Thành và xã Tân Thành (thành phố Đồng Xoài) thành phường mới có tên gọi là phường Đồng Xoài.
88. Sắp xếp toàn bộ diện tích tự nhiên, quy mô dân số của các phường Tân Phú, Tân Đồng, Tân Thiện, Tân Bình, Tân Xuân và xã Tiến Hưng thành phường mới có tên gọi là phường Bình Phước.
89. Sau khi sắp xếp, tỉnh Đồng Nai có 95 đơn vị hành chính cấp xã, gồm 72 xã và 23 phường; trong đó có 67 xã, 21 phường hình thành sau sắp xếp và 07 đơn vị hành chính cấp xã không thực hiện sắp xếp là phường Phước Tân, phường Tam Phước, các xã Thanh Sơn (huyện Định Quán), Đak Lua, Phú Lý, Bù Gia Mập, Đăk Ơ.